# Historia de Millonarios Fútbol Club

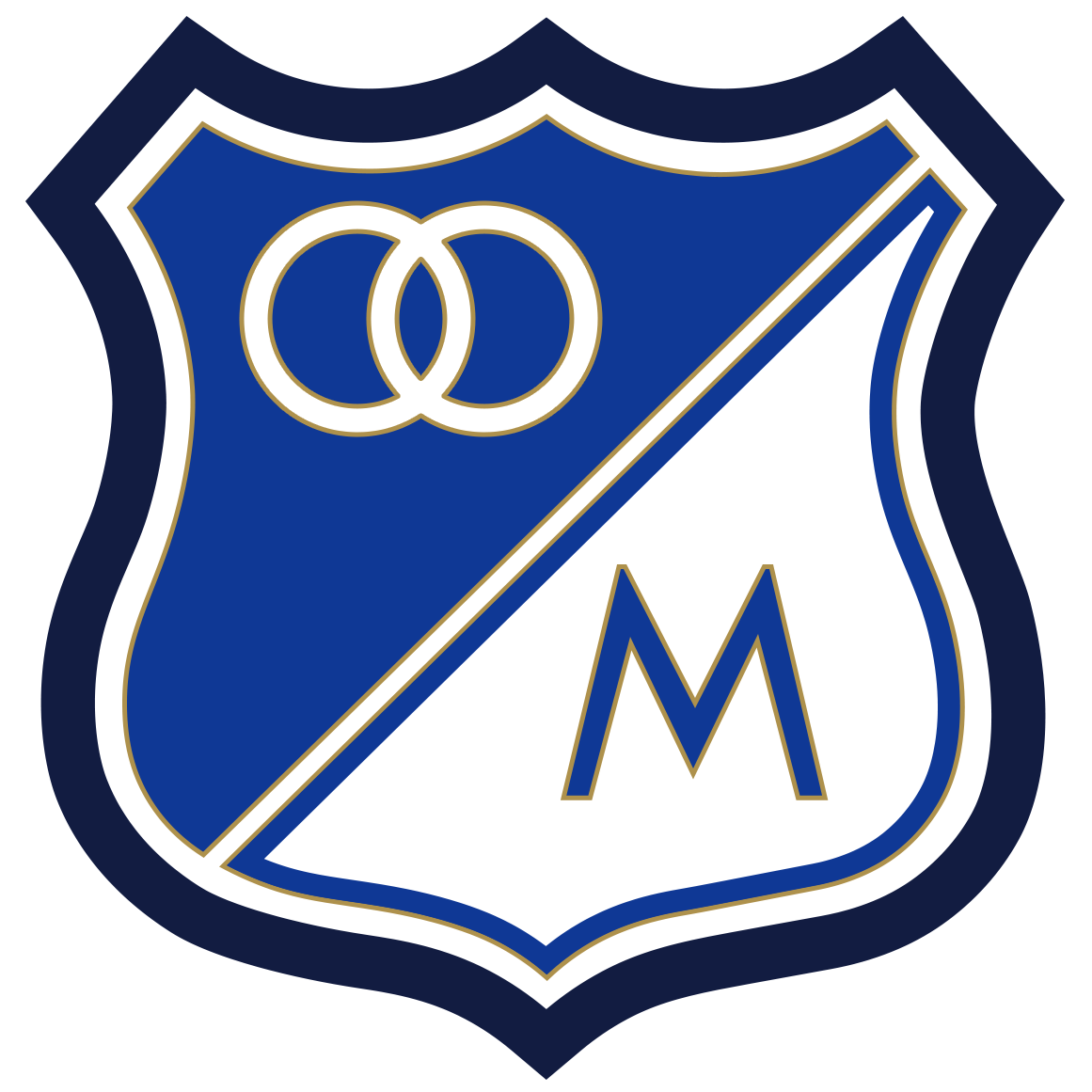
Escudo de Millonarios Fútbol Club.

## Inicios
A principios de 1938 un grupo de estudiantes del Colegio Mayor de San Bartolomé ubicado en el centro histórico de Bogotá, decidieron formar un equipo de fútbol, con el objetivo de enfrentarse a los equipos de otros sectores de la ciudad.
Los primeros partidos del equipo se jugaron en los terrenos de la finca "La Merced" del Colegio en ese entonces, donde hoy queda el Colegio San Bartolomé la Merced, y el barrio La Merced.
Algunos jóvenes deseaban llamarlo Unión Juventud y otros querían el nombre de Unión Bogotá. Al poco tiempo el equipo, que no contaba con ningún apoyo oficial, comenzó a ganar apoyo popular y ya que no se habían podido decidir por ninguno de los dos nombres, jugaba un partido con uno de los dos nombres y al siguiente con el otro y posteriormente bajo el nombre de Juventud Bogotana, una unión de ambas denominaciones.
Pasado un año de vida, el equipo rápidamente continua ganando el apoyo de la gente gracias a sus contundentes triunfos, por lo que en un sorprendente hecho, todos sus jugadores, dirigidos por su vocero Ignacio "Nacho" Izquierdo (primer hombre importante en la historia de la institución) son convocados para formar la primera Selección de fútbol de Colombia de la historia, que participó por primera vez en el mes de febrero en los Juegos Centroamericanos y del Caribe celebrados en Ciudad de Panamá, consiguiendo la Medalla de Bronce en un excelente debut.
Tras regresar de Panamá y con el equipo a punto de desaparecer, "Nacho" Izquierdo aprovechó que se avecinaba la primera edición de los Juegos Bolivarianos que se celebrarían en Bogotá y encontró en este grupo inicial el entusiasmo para conformar un cuadro más estructurado, por lo que el equipo volvió a representar a la Selección Colombia. Para dirigir a la Selección, el gobierno colombiano contrató, en Mar del Plata - Argentina a Fernando Paternoster, exjugador de la Selección Argentina, subcampeona de la Copa Mundial de Fútbol de 1930.
Pero no solo eso, el equipo recibe el apoyo de la ciudad y es adquirido por la Municipalidad y el Concejo de Bogotá y recibe su auxilio económico. Fue entonces denominado Club Municipal de Deportes, convirtiéndose así en el equipo oficial de la ciudad de Bogotá y recibiendo el escudo (el actual) y los colores (en esa época, Blanco y Negro) oficiales de la ciudad.
Al equipo se vinculan nuevos directivos, varios de ellos ligados a las autoridades de la ciudad, como Álvaro Rozo (Secretario de Gobierno de Bogotá), que asume como Presidente, Hernando Beltrán que es nombrado como Secretario, Antonio José Vargas y Manuel Briceño Pardo.
Su debut con esta nueva denominación de Club Municipal de Deportes, fue en sus partidos de preparación antes de los Juegos Bolivarianos, donde venció al campeón nacional departamental, Antioquia (4:2), además de empatar 2:2 con el Junior de Barranquilla.
Luego de los Juegos (en los que terminó en Cuarto lugar) jugó por primera vez ante un seleccionado nacional, la Selección Ecuador ganando (3:1) y luego enfrenta a la mundialista Selección Cuba, venciendo también (3:2 y 2:1). Se había nombrado definitivamente como entrenador del club a Fernando Paternoster, que había dirigido a los jugadores representando a la Selección Colombia y que todavía se encontraba en el país.
Pese a los triunfos deportivos, el Municipio le suspendió la ayuda por los problemas surgidos entre los fundadores del Juventud Bogotana y Álvaro Rozo, presidente del Club Municipal; el cuadro entonces quedó a cargo de los directivos Manuel Briceño Pardo, Antonio José Vargas y del comerciante santandereano Alberto Lega, (quien ingresa aportando $50.000 para la contratación de cinco jugadores argentinos), quienes tomaron el mando del equipo y restablecieron a la normalidad la situación. Ya sin ayuda económica oficial y sin colores en su uniforme, los directivos le buscaron nuevo nombre al equipo: Municipal La Salle (cuando pasó a manos de los estudiantes del Instituto La Salle), Municipal Deportivo (cuando quedó a cargo de Briceño Pardo, Vargas y Lega) y posteriormente Municipal Deportivo Independiente, (este último nombre como aclaración de su desvinculación del Municipio), aunque en realidad para la prensa se jugaba simplemente como el equipo o seleccionado de Bogotá.
El equipo luego del cambio de directivos (y con el nombre de Municipal Deportivo), se estrenó el 11 de diciembre de 1938, enfrentando por primera vez a un club del exterior, el Santiago Wanderers de Chile que visitaba Bogotá, y le gana por (2:1). Gracias a la amistad entre el entrenador Paternoster y el argentino Vicente Lucífero, jugador de Platense de Argentina y que reforzaba en la gira al equipo chileno, se logra la contratación de Lucífero y otros dos jugadores argentinos más, los primeros extranjeros en la historia del club (contratados al igual que los dos posteriores con el mencionado dinero aportado por Alberto Lega). Lucífero regresa luego de las festividades, el 18 de enero de 1939 con Óscar Sabransky y Antonio Ruiz Díaz, que venían de la Primera División Argentina. 
El 28 de enero (ya con el agregado de "Independiente" en el nombre para aclarar su desvinculación del Municipio), debutan los tres argentinos ante la Selección de Antioquia a la que vencen por (5:4) con goles de Lucífero en tres ocasiones, Carvajal y "Nacho" Izquierdo, en lo que fue todo un espectáculo para el fútbol de la ciudad pues era la primera vez que un equipo de Bogotá (y del país) formaba con jugadores extranjeros.
Luego, el 3 de abril, derrotó al Panamá Sporting de Guayaquil en El Campín por (4:2), con goles de Ruiz Díaz (1-0 y 3-1), E. Suárez empató, Lucífero (2-1, penal), Elizalde (3-2), y Pacho Carvajal (4-2). Son anecdóticos del periodismo hincha de la época el hablar de los equipos como "Ecuador" y "Bogotá", y referirse al equipo local en primera persona, aunque con imparcialidad: "...nuestros delanteros inundan el campo del Ecuador... Kowell comete un grande error al castigar a los ecuatorianos con el penalty."
En abril realizó su primera gira por la Costa Atlántica y contó ya con la llegada de los otros dos refuerzos argentinos, Alfredo Cuezzo y el goleador Luis Timón. Venció por (5:4) a la Selección de Magdalena (apodada los ‘‘Olímpicos’’, por haber ganado los Juegos Nacionales de Manizales en 1936). En esa ocasión, en Santa Marta dijeron irónicamente que no les había ganado el Municipal, sino Argentina por los 5 argentinos que engrosaban la nómina del equipo. Luego ganó por (7:2) al Junior de Barranquilla.

### Nacimiento del nombre de Millonarios
El equipo jugó por última vez con el nombre de "Deportivo Independiente", el 6 de agosto de 1939 cuando se jugó la revancha en Bogotá ante los "Olímpicos", perdiendo por 3-4. 
Durante esos días aparece el apodo de "Los Millonarios" debido a que Vicente Lucífero se reunía cada jueves con la junta directiva del equipo para negociar los pagos, ya que los argentinos no tenían un contrato anual, pero por esos días exigió un remuneración elevada, no solo para los argentinos, sino para todo el equipo, para que el salario de los jugadores colombianos se equiparara al mismo de los extranjeros, lo que provocó que Luis Camacho Montoya, director de las páginas deportivas del Diario El Tiempo comenzara fuertes críticas hacia el equipo por su desvinculación del Municipio y le dio a los dirigentes el trato de nuevos ricos, de Los Millonarios, porque pretendían mantener todo el equipo con todas sus contrataciones extranjeras, lo cual requería mucho dinero.
Así Camacho Montoya afirmó: "Los argentinos son muy exigentes, van a cobrar tanto y tanto, este es un club de Millonarios, los Municipalistas ahora son Millonarios". De esta forma nació el apodo que se convertiría en su nombre definitivo, ya que la gente empezó a conocer y llamar al equipo más por el apodo, de "Los Millonarios", que por su nombre anterior. Aunque en el año 1932, 7 años atrás, el club argentino River Plate ya tenía ese apodo por hacer grandes contrataciones en esa época.

### Reorganización del equipo
El 13 de agosto de 1939, en reunión en el Café "El Gato Negro" (calle 16 con carrera octava) denominaron oficialmente el equipo como "Los Millonarios", como parte de un agregado en su nombre (tal como figura en las plaquetas de conmemoración de ese día), en una especie de relanzamiento y refundación del club, que tuvo lugar en esa fecha, cuando golearon por 6-0 al Deportivo Barranquilla, con goles de Luis Timón (1-0 "en franco offside",  y 5-0), Martínez, Ruiz Díaz, Zapata y autogol de López.
En ese juego estrenaron uniforme totalmente azul y con medias grises, copiado del que usaba el equipo argentino Tigre, que venía de ser portada de la Revista El Gráfico y equipo del cual Fernando Paternoster era hincha. Este uniforme es el actual, solo con el cambio al juego siguiente sugerido por el dirigente Manuel Briceño Pardo, de cambiar la pantaloneta a color blanco y las medias a color azul (debido a su vinculación con el Partido Conservador Colombiano) y establecerlo definitivamente como su uniforme oficial, lo cual se afianzo aún más años después con los colores usados por Santa Fe (referentes al Partido Liberal Colombiano).
El primer equipo al que se le llamó Millonarios formaba con: Carlos Álvarez, Antenor Rodríguez (Capitán), Ignacio ‘‘Nacho’’ Izquierdo, Alfredo Cuezzo, Alfonso ‘‘Che’’ Piedrahíta, Óscar Sabransky, Vicente Lucífero, Antonio Ruiz Díaz, Luis Timón, José Antonio ‘‘Mico’’ Zapata y Antonio Martínez.
El 10 de septiembre de 1939 logró la mayor victoria no oficial de toda su historia, cuando goleó por (10:0) a la Selección de Cundinamarca, con cinco goles de Vicente Lucífero. Ese día la Revista El Campín, la primera que tenía el club, reprodujo los artículos de las publicaciones deportivas argentinas La Cancha y El Guion que agradecían al fútbol de Bogotá y elogiaban a Alberto Lega por ser el propulsor de la llegada de los argentinos y a Fernando Paternoster por enseñar fútbol en Colombia.
En octubre de 1939 el equipo se va de gira al exterior. Primero en Paraguay, conquistando el día 29 su primer título internacional, el trofeo Ciudad de Asunción venciendo al Santiago Wanderers (es invitado a este torneo por las buenas referencias dadas por el cuadro chileno, luego de su anterior enfrentamiento) y al Atlético Corrales de Paraguay, siendo el primer equipo del país en ganar un trofeo internacional y posteriormente repite ganando en enero de 1940 el trofeo Ciudad de Guayaquil en Ecuador.

### 1940-1949
Desde su creación, Millonarios se convirtió en uno de los equipos más importantes de Colombia, al conseguir títulos en los torneos de liga aficionados y partidos internacionales que se disputaban, además de hacer varias giras por todo el país logrando importantes triunfos, y al convertirse en el gran favorito al título desde el momento en que surgió el primer campeonato de Fútbol Profesional Colombiano, en 1948.
A partir de 1940 y con el equipo ya estructurado y dejando de lado su pasado como seleccionado de la ciudad, ingresó al campeonato de la A.D.B. (Asociación Deportiva de Bogotá), que era el torneo de segunda categoría de la Liga de fútbol de Cundinamarca, logrando en ese mismo año el título y el ascenso a la primera categoría, en la que participó de 1941 a 1945 en la que consiguió cuatro títulos (1941, 1943, 1944 y 1945) y un tercer lugar (1942), haciéndolo el equipo más ganador de la época amateur, antes del inicio del profesionalismo colombiano.
En 1942 cuando Santa Fe ascendió, jugaron el primer clásico de la historia del fútbol bogotano, con victoria por (4:1) a favor del entonces Deportivo Municipal.
En 1941 se vincularon dos hombres claves en la historia de la institución, el barranquillero Alfonso Senior Quevedo y el ecuatoriano Mauro Mortola. Alfonso Senior trabajaba como director de Roldan Calle y Compañía Agente de Aduanas en Santiago de Cali y en gran parte manejaba en esa época el fútbol de la capital vallecaucana junto al secretario de hacienda, Pascual Guerrero, allí se conoció con Mortola que manejaba el espectáculo de ‘‘La Ciudad de Hierro’’ que venía de Bogotá, y le comentó en cierta ocasión a Senior que en Bogotá existía un equipo llamado Club Deportivo Municipal con inmejorables figuras argentinas y colombianas al que también llamaban "Los Millonarios" y le sugirió traerlo de gira a Santiago de Cali porque este equipo jugaba muy bien al fútbol, Senior aceptó porque ya había oído hablar de Millonarios.
Se realizaron todas las gestiones necesarias y se logró concretar una exitosa gira de Millonarios por Cali, a la cabeza viajó Manuel Briceño Pardo como presidente de la delegación, allí venció a los dos equipos estructurados de la ciudad en la época, América y Boca Juniors.
Luego en 1942 cuando Senior es trasladado a la gerencia de Aduanas en Bogotá, se vincula de lleno al club, junto a otro miembro como Manuel José Bonilla, la Familia Helo y el mismo Mortola que se establece definitivamente en Bogotá.
En ese mismo año se destaca entre otros hechos, que Alfonso Senior y Mauro Mortola traen de gira al 11 de noviembre de Cartagena y al Junior de Barranquilla, a través del Río Magdalena, a los que Millonarios también vence. En octubre jugó por primera vez en la ciudad de Medellín, participando de la "Copa Club Unión" (celebrada como aniversario de la cervecera antioqueña), donde vence al Unión Indulana (actual Atlético Nacional) por (4:0) (primer duelo entre ambos clubes), a Huracán por (4:1) y en la Final cayó el 8 de octubre ante el Independiente Medellín por (1:3), en juegos disputados en la vieja cancha de Los Libertadores, luego viaja a Bucaramanga donde vence por (3:2) a la Selección de Santander, campeona nacional departamental. Durante los siguientes años se siguieron realizando más partidos interdepartamentales.
Para 1944 se había agotado el dinero donado por el Municipio y el posterior aportado por Manuel Briceño Pardo y Alberto Lega, pero afortunadamente se decide conformar una Primera Junta con el nombre de Millonarios (eliminando por primera vez el nombre de "Municipal"), bajo la presidencia de Francisco Afanador y que gracias a los aportes de los dirigentes, logra devolver a la normalidad la situación financiera del equipo, además se tenía como objetivo gestionar y cristalizar el proyecto de un club organizado de nivel profesional y se continuó consolidando esta idea en los siguientes dos años, teniendo como hechos principales, dos reuniones celebradas en el Teatro Atenas en noviembre de 1945 y la segunda el 22 de mayo de 1946 donde se firma el Acta 001 y se lleva a cabo la primera asamblea general de la nueva institución.
Finalmente en una tercera reunión el 18 de junio de 1946 se lleva a cabo su constitución legal oficial como sociedad con el nombre de Club Deportivo Los Millonarios, en el teatro del colegio que lo vio nacer, el  Colegio Mayor de San Bartolomé (Carrera Séptima con Calle 9), en el centro histórico de Bogotá, a la que asistieron los hinchas más fieles que ya tenía el Deportivo Municipal (unas 200 personas), bajo escritura pública número 2.047 de la notaría tercera del circuito de Bogotá.
Se eligió a Alfonso Senior Quevedo como primer presidente, a Mauro Mortola como vicepresidente y como tesorero se nombró a Oliverio Paco Pulido. Como en aquella época no existía legislación sobre sociedades deportivas, el doctor Abel Cruz Santos sugirió en hacer una sociedad sin ánimo de lucro, fue el quien redactó los estatutos en los que se suscribían acciones a $10 c/u.
Luego del establecimiento del club como una sociedad deportiva, mediando el año 1946, los tres principales clubes de fútbol de la ciudad (Millonarios, Santa Fe y Universidad) deciden retirarse de los torneos departamentales de Liga (que a su vez entran en decadencia), al considerar que ya se encontraban en un nivel superior y que se debía buscar el profesionalismo del deporte, dedicándose casi que exclusivamente a organizar sus propios eventos, con juegos entre ellos, contra equipos de otras regiones del país y partidos internacionales, esto empezó a causar la molestia de quienes controlaban el fútbol del país en esa época y no querían la profesionalización. El último torneo departamental (1946) no terminó, Millonarios marchaba primero con 3 puntos de ventaja sobre Santa Fe, a cuatro fechas del final. Millonarios entonces se marcha de gira a Ecuador durante 4 meses hasta ya iniciado 1947.
Alfonso Senior continuo revolucionando el fútbol del país, ya que junto con el presidente del América de Cali, Humberto Salcedo Fernández Salcefer, proyectaron en 1947 un campeonato nacional y organizaron el único campeonato que se podría denominar Interdepartamental (con equipos de todos los departamentos del país) que se jugó en el fútbol colombiano antes del profesionalismo, una temporada Nacional disputada en Bogotá con la participación de los equipos semi-profesionales más destacados del país (prácticamente la mayoría de los que iniciaron el profesionalismo al año siguiente), y en la que Millonarios se coronó como Campeón de este único antecedente de torneo nacional, superando por 1 punto a su rival de plaza, Santa Fe que terminó segundo.
Luego de la realización de esta temporada Nacional, los equipos estaban cansados de pagarles impuestos del 5 y 10 % para permitir juegos interdepartamentales a las ligas del fútbol aficionado, regidas por la Asociación Colombiana de Fútbol (Adefútbol), creada en 1926, reconocida por la FIFA en 1934, que controlaba las ligas departamentales y que estaba radicada en Barranquilla.
Finalmente el 28 de junio de 1948 sesionaban simultáneamente en la Sociedad de Mejoras Públicas de Barranquilla, la asamblea de las Ligas de la Adefútbol y los representantes de los Clubes presididos por Alfonso Senior. Se designó a Senior y a ‘‘Salcefer’’ como la comisión que se encargaría de plantearle la creación de un campeonato profesional a la Adefútbol. Al día siguiente el presidente de la Adefútbol, Carlos García, rechazo la propuesta, ya que las ligas se negaban a la profesionalización, no hubo acuerdo y los clubes se retiraron de la reunión.
Luego sesiono por primera vez y se nombró el primer consejo directivo de la División Mayor del Fútbol Colombiano (Dimayor) con Salcefer como Presidente y Alfonso Senior como Fiscal, se estableció a Bogotá como sede de la entidad y se decide organizar el primer Campeonato de Fútbol Profesional Colombiano. Se cobraron mil pesos ($1000) m/cte para la afiliación de cada equipo y los primeros diez miembros fueron, por Bogotá: Millonarios, Santa Fe y Universidad, por Cali: América y Deportivo Cali, por Medellín: Independiente Medellín y Atlético Municipal, por Manizales: Deportes Caldas y Once Deportivo y el Atlético Júnior por Barranquilla.
El 15 de agosto de 1948 debutó Millonarios en el inicio del profesionalismo, en El Campín, a las 4:00 de la tarde, con lleno de 25.000 espectadores y goleada por (6:0) sobre el Once Deportivo de Manizales, el árbitro fue Luis Rendón y el cuadro albiazul formó con: Rubén Rocha, Ángel Insagaray, Tomas Aves, Luis Mendoza, Alfonso Piedrahíta, Policarpo "Polo" Pérez, Alfonso "Pipiolo" Rodríguez, Víctor Manuel Fandiño, Alfredo Castillo, Pedro Cabillón y Alcides Aguilera. En ese primer Campeonato terminó en el Cuarto lugar. Aunque en ese año no se logró la estrella, Millos obtuvo la delantera más goleadora con 58 tantos, de los cuales 45 fueron de los argentinos Alfredo Castillo (31) y Pedro Cabillón (14).
Al año siguiente, 1949, se inició la época del "Dorado" del fútbol colombiano, con la contratación por parte de Millonarios de Adolfo Pedernera y la posterior llegada de Alfredo Di Stéfano y Néstor Raúl Rossi. Así nació el equipo conocido como el Ballet Azul y la liga colombiana se llenaría de estrellas. Millos consiguió en esa temporada su primer título. En 1950 fue subcampeón y luego obtuvo un tricampeonato consecutivo (1951, 1952 y 1953). También ganó la Copa Colombia en 1952-53.
Algunos hechos importantes de esos primeros años fueron: la gira de casi medio año Ecuador (octubre de 1946/febrero de 1947), en la que ganó todos sus partidos (incluyendo al seleccionado ecuatoriano); ser el primer equipo colombiano en ir a jugar a Brasil y el primero en ganar en Río de Janeiro en diciembre de 1948 por (4:2) al Madureira; haber logrado la visita del primer equipo europeo a Colombia (el "Hungaria", donde jugaba Ladislao Kubala y dirigido por Ferdinand Daucik) y ganarle (2:1) en 1950; y ser el primer equipo del país en ir a jugar a la tierra de los entonces campeones del mundo, Uruguay, en 1952.

## Los"Embajadores"y sus giras por el mundo

### Campeonato de las Bodas de Oro del Real Madrid
Millonarios fue seleccionado e invitado por el Real Madrid al torneo internacional de sus Bodas de Oro, por considerarlo el equipo más representativo del continente americano.
Se desplazó a mediados del mes de marzo de 1952 hacia Europa, donde inició su gira empatando 0-0 el día 19 ante el Valencia en el Estadio de Mestalla, luego viajó a las Islas Canarias, allí cayó el 26 por 2-3 ante la Unión Deportiva Las Palmas.
Luego el equipo se trasladó a Madrid y el 28 de marzo y consiguió la primera victoria colombiana en canchas europeas, allí venció al IFK Norrköping, campeón de Suecia, por 2-1, jugando así la Final del torneo ante el Real Madrid en el Nuevo Estadio Chamartín (hoy llamado Santiago Bernabéu), el 30 de marzo, en un histórico partido, Millonarios ganó 4-2 con dos anotaciones de Alfredo Di Stéfano y las otras dos de Antonio Baez y Alfredo Castillo, coronándose campeón, el único equipo del país en ganar un torneo en Europa, quedándose con el trofeo.
Precisamente a causa de este triunfo se produjo la venta de Alfredo Di Stéfano, quien había convertido dos goles al Real Madrid y dejó impresionado a Santiago Bernabéu, entonces presidente del equipo madrileño, quien posteriormente logró su contratación.
El equipo 'Azul' cerró su gira, empatando el 1 de abril por 1-1 ante el Sevilla.

### Real Madrid en Colombia
Se disputó luego la revancha en Bogotá el 5 de julio del mismo año con nueva victoria de Millonarios por 2-1 en disputa de la Copa Ciudad de Bogotá con goles de Adolfo Pedernera y Alfredo Di Stéfano. Pero el Real Madrid pidió otra oportunidad y solicitó un nuevo partido de revancha, Millonarios aceptó y se disputó esta vez el Trofeo de la Cancillería de España, el 9 de julio donde ganaron por 2-0, con goles de Antonio "Maestrico" Báez.
En la edición de la Pequeña Copa del Mundo de Clubes de 1952 jugó dos partidos con el Real Madrid en la capital venezolana, con doble empate por 1-1, manteniendo el invicto contra los españoles. 
Volverían a jugar en 1959, cuando el Real Madrid venía de ganar 3 Copas de Europa y ya contaba en sus filas con Di Stéfano, quien marcó el gol de los ibéricos, mientras el de Millos lo marcó el argentino Hugo Contreras. El juego terminó con otro empate por 1-1 y dejó el historial a favor de Millonarios con 3 triunfos y 3 empates, Millonarios marcó 11 goles y el Real Madrid solo anotó 5. En 6 juegos, nunca cayó ante Real Madrid solo hasta 2012 donde Millonarios perdió 8-0 por el Real Madrid en un encuentro amistoso.

### Pequeña Copa del Mundo de Clubes
En 1952, un importante grupo de empresarios deportivos de ambos continentes, crearon la Pequeña Copa del Mundo de Clubes, primera competición que reunió lo mejor del fútbol mundial a nivel de clubes, ya que se enfrentaban importantes equipos de Europa y Sudamérica. Se disputaron 7 ediciones con sede en Caracas, Venezuela de 1952 a 1957 y en 1963. La primera edición comenzó en el mes de julio de 1952.

#### Subcampeón en 1952
Millonarios, vigente Campeón del Fútbol Profesional Colombiano y que venía de realizar una brillante gira por Europa, es invitado a participar de la primera edición de la Pequeña Copa del Mundo de Clubes, junto al Real Madrid de España, el Botafogo de Brasil y el anfitrión, La Salle de Venezuela.
El también llamado Mundialito de Clubes es inaugurado el 13 de julio con el encuentro entre el local La Salle y el Real Madrid en el Estadio Olímpico Universitario de Caracas, justamente unos días después de que Millonarios venciera dos veces consecutivas al Real Madrid en Bogotá.
El debut de Millonarios en la Copa es el día 14, cuando empata por 4-4 ante Botafogo de Río de Janeiro. En la segunda fecha, el 16 de julio, se volvió a medir ante el Real Madrid, en el cuarto duelo entre ambos equipos en ese año, empatando por 1-1, con gol de Nestor Raúl Rossi por el equipo colombiano y anotación de Cabrera para los españoles. Cerro la primera vuelta midiéndose el 20 de julio ante La Salle, el campeón de la Fútbol de Venezuela, al que goleo por 4-1, sumando 4 puntos de 6 posibles, igualado en el primer lugar con el Real Madrid.
Para la segunda vuelta, el 24 de julio cae por 0-2 ante Botafogo. En su siguiente juego vuelve a empatar ante el Real Madrid por 1-1 el día 27. Se fue en ventaja con gol de Alfredo Di Stéfano, pero los merengues empataron sobre el final con gol de penal de Luis Molowny, conservando así el equipo azul su invicto ante los españoles en cinco juegos disputados.
En la última fecha, el 29 de julio, Millonarios goleo por 5-1 a La Salle, pero el Real Madrid se tituló Campeón al empatar 0-0 con Botafogo, sumando 8 puntos. Millonarios consiguió el Subcampeonato, igualando en 7 puntos con el equipo brasileño.

#### Campeón invicto en 1953
Por segunda ocasión consecutiva, luego de ser subcampeón en el año anterior, vuelve a ser invitado a participar de la Pequeña Copa del Mundo de Clubes disputada en febrero de 1953, siendo junto al River Plate de Argentina los dos representantes de Sudamérica en el torneo, que completaban el Rapid Viena de Austria y el RCD Español de España, como participantes europeos.
Su debut fue el 11 de febrero venciendo por goleada 6-0 al RCD Español de Barcelona, equipo que en ese momento lideraba la Liga española de fútbol y que terminó en cuarto lugar en esa temporada. Dos días después derrota por 2-1 al Rapid Viena, Campeón de la Liga de Austria y en su tercer juego enfrenta el 15 de febrero al River Plate, Campeón del Fútbol Argentino, al que golea por 5 a 1, con anotaciones de Alfredo Di Stéfano en dos ocasiones, Ramón Villaverde, Antonio Báez y Jacinto Villalba (Perú). El descuento de River Plate fue obra de Eliseo Prado. Con este triunfo sumo 6 puntos de 6 posibles con un rendimiento perfecto para terminar liderando la primera vuelta.
En la segunda vuelta el día 17 iguala por 1-1 ante River Plate, con goles de Ramón Villaverde para Millonarios y Santiago Bernazza para los argentinos, en el que sería el único partido que no ganó en el torneo. El 19 de febrero, Millonarios se corona Campeón de la Pequeña Copa del Mundo de Clubes al vencer por 4-0 al Rapid Viena, en el que además fue el último partido de Alfredo Di Stéfano en el club, quien se despide marcando dos de los goles del triunfo azul. La cuenta la completaron Ramón Villaverde y un autogol de Happel.
Cierra su participación el 21 de febrero goleando nuevamente al RCD Español, esta vez por 4-0, para sumar 11 puntos de 12 posibles, con 5 victorias y 1 empate en 6 juegos, marcando 22 goles y recibiendo solo 3 y alzándose con el torneo internacional en una excelente campaña con absoluta superioridad.

### Regreso a Europa
Tuvo el honor de volver a ir de gira a Europa, invitado por el Valencia de España, a participar de uno de los más importantes torneos de verano del mundo, el Trofeo Naranja, disputado en los meses de agosto y septiembre de 1981 en el Estadio de Mestalla.
Viajó a Europa, luego de participar de la Copa Ciudad de Caracas donde empató por 2-2 ante el Sporting de Lisboa y por 1-1 ante el Valencia, que le curso la invitación a su trofeo.
Cumplió una buena presentación al lograr el Subtítulo del trofeo tras sumar 3 puntos y logró un nuevo triunfo en canchas europeas, el cuarto de su historia, al golear por 4-1 al Real Valladolid de España, con anotaciones de Osvaldo Redondo, Juan Antonio Gómez Voglino en dos ocasiones y Alejandro Brand. Además logró un empate con gol del argentino Gómez Voglino por 1-1 ante la Selección de Hungría, que venía de vencer por 3-0 a la Selección de España en el Estadio Santiago Bernabéu y que al año siguiente vencería 10-1 a la El Salvador, en la mayor goleada en la historia de los mundiales.
El encuentro ante el anfitrión, Valencia, lo ganó el conjunto español 3-1, el gol de Millos lo marcó el uruguayo Atilio Ancheta.

### Otros triunfos importantes
Otro de los hechos destacados del club es haber sido el primer equipo colombiano en ganar en cada país del continente, en Paraguay (1939), Ecuador (1940), Brasil (1948), Perú (1950), Bolivia (1951), Argentina (1951), Chile (1952), Venezuela (1952), Centroamérica y el Caribe (1954), México (1962), Estados Unidos (1969) y Uruguay (1974). Y fue el que recorrió más países en sus giras por el exterior, enfrentando y venciendo a varios de los más afamados equipos internacionales, así como ser el primero del país en vencer a un seleccionado nacional (Ecuador), a un equipo alemán (Roth Weiss), a una selección europea (Polonia), a un equipo inglés (Everton y Tottenham Hotspur), entre otros datos. También fue el único en haber jugado en territorio africano, cuando en 1952 jugó contra la Unión Deportiva Las Palmas en las Islas Canarias. También se enfrentó a varias selecciones del mundo (entre ellas Brasil y Argentina) y venció a algunas de ellas, su más destacado triunfo fue ante la Selección de Alemania el 16 de febrero de 1973 por 1:0 en Bogotá con gol del paraguayo Apolinar Paniagua.

## El"Ballet Azul"(1949-53)
Tuvo su mejor época cuando se conformó un equipo llamado El Ballet Azul, en el que militaban figuras como Alfredo Di Stéfano, Adolfo Pedernera, Néstor Raúl Rossi, Julio Cozzi, Antonio Báez, Hugo Reyes, Reinaldo Mourín y otras figuras argentinas, principalmente procedentes de River Plate. Gracias al gran fútbol que mostraban estos jugadores en la cancha, Millonarios fue denominado, por varios medios de comunicación sudamericanos y europeos, como el mejor equipo del mundo en la década de los años 1950.
En 1951, luego de la suspensión de Colombia de la FIFA debido a la contratación de jugadores sin el pase internacional, se firma el Pacto de Lima donde la Conmebol en octubre de ese mismo año arreglándose la situación y se decidió que todos los jugadores que habían llegado de forma irreglamentaria, deberían regresar a sus países de origen en octubre de 1954 (como máximo en diciembre del mismo año); factor que ayudó la partida de Alfredo Di Stéfano en febrero de 1953, además de las ofertas del FC Barcelona y luego del Real Madrid (quien pagó 1 millón y medio de pesetas -70.000 dólares- por la parte del pase que tenía Millonarios, la otra mitad la tenía River Plate).
En 1954 Millonarios es invitado por la Confederación Brasileña de Fútbol (CFB) a jugar dos partidos ante la Selección de Brasil que se preparaba para la Copa Mundial de Fútbol de 1954 en Suiza, viaja en mayo y primero juega en el Estadio del Morumbi de São Paulo, cayendo por 2-4, luego se enfrenta al Corinthians al que vence por 1-0 y le quita un invicto de 32 fechas, se traslada a Porto Alegre donde golea por 5-1 a Grêmio, finalmente cierra su gira jugando de nuevo ante la Selección de Brasil, cayendo por 0-2 en el Estadio Maracaná de Río de Janeiro, siendo el único club colombiano en jugar ante los pentacampeones del mundo. En 1956 es subcampeón por segunda vez dirigido por el español Simón Herrerías y permaneciendo en el primer lugar la mayor parte del torneo, perdiendo el título en las últimas fechas. Repite el subtítulo en 1958 cuando el exarquero Gabriel Ochoa Uribe asume como director técnico, lo que sería el inicio de la era ganadora que vendría durante la siguiente década.

## 1960-1969
Inicia otra gran época de los Embajadores, desde 1959 a 1964, ganó 5 de los 6 campeonatos de liga disputados (1959, 1961, 1962 y 1963), 4 de ellos consecutivos en un ciclo liderado por su técnico, el doctor Gabriel Ochoa Uribe. En este ciclo, el club embajador lideró de palmo a palmo en el fútbol del país e hizo su gran diferencia en cuanto a títulos locales se refiere. Gabriel Ochoa Uribe conquistó 6 títulos como técnico de Millonarios y otros 4 más como jugador, siendo el más ganador de la historia del club en términos generales. En 1960 llegó a Semifinales de la Copa Libertadores de América cayendo ante Olimpia de Paraguay, siendo el segundo en puntos en la tabla general (luego en 1964 terminó en 4.º lugar en la Copa Libertadores eliminado por el campeón Independiente de Avellaneda), en ese mismo año juega por primera vez ante el Santos FC de Pelé venciéndolo por 1-0 con gol de Rubén Antonio Pizarro, lo enfrentaría de nuevo en 1967 cuando gana 2-1 con dos goles del argentino Eduardo Cassi, además ese año vence otra vez al Racing de Argentina, campeón de América y del mundo ese año y lo derrota 1-0, también empata con el Napoli de Omar Sívori y José Alfatini. 
En 1963 juega el partido con más goles de su historia, cayendo 5-6 ante el Botafogo de Garrincha, con sobrecupo en El Campín. El 13 de agosto de 1968 se convierte en el primer equipo colombiano en jugar con la Selección de Argentina dirigida por su ex-figura Adolfo Pedernera, cayendo 0-1 en Buenos Aires.
En 1967 es subcampeón detrás del Deportivo Cali y en 1968 logra el tercer lugar en serie ante el Atlético Junior.
En 1969 incorpora al gran arquero Amadeo Carrizo y gana el torneo Finalización en penales al Deportivo Cali, siendo su primer torneo ganado en esta modalidad instaurada en 1968 y termina de nuevo tercero del año.

## 1970-1979
Es quinto en 1970, tercero en 1971 perdiendo el título en la última fecha luego de liderar todo el año el torneo, ese año juega por última vez con el Santos FC de Pelé, perdiendo primero por 2-3 con dos goles de Pelé y luego ganando 1-0, con ventaja en el balance de 3 triunfos y 1 derrota, gol de Jorge González, luego en 1972 de nuevo con el médico Gabriel Ochoa Uribe al mando y con el gran equipo del BOM gana su décimo título siendo primero de punta a punta en el año, en 1973, es primero casi toda la temporada, pero termina subcampeón, y logra el cupo a la Copa Libertadores luego de vencer al Deportivo Cali en serie extra, además llega otra vez a la Semifinal de la Copa Libertadores de América, eliminado por el campeón Independiente de Argentina, además en una victoria histórica derrota a la Selección de Alemania con gol de Apolinar Paniagua al minuto 41 del segundo tiempo.
En 1974 Millonarios es tercero en el torneo local y la Copa Libertadores de América, quedando afuera de la Final de la Libertadores por diferencia de gol ante el São Paulo FC de Brasil. En 1975 lidera todo el año el campeonato pero termina subcampeón, lo mismo ocurre en 1976, cuando es de lejos el primero de la Reclasificación, pero esta vez en el hexagonal final queda tercero y afuera de la Copa Libertadores, perdiendo el título en la última fecha cuando iba en primer lugar, ese mismo año queda afuera de la semifinal de la Copa Libertadores en el último juego, en 1977 de nuevo es tercero y finalmente en 1978 consigue su título 11 dando la vuelta olímpica ante su rival de plaza, Santa Fe. En 1979 por primera vez en su historia queda afuera de las finales, pero se convierte en el primer equipo colombiano en ganar en Argentina por la Copa Libertadores de América.

## 1980-1989
En 1980 es eliminado en las Semifinales siendo quinto y en 1981 termina segundo del Apertura, pero se marcha de gira al torneo internacional de Caracas, donde empata ante el Valencia, de España y el Sporting de Lisboa, saliendo subcampeón y luego a Europa entre agosto y septiembre, donde también es subcampeón del Trofeo Naranja, dejando un equipo emergente que no obtiene buenos resultados, quedando sexto y eliminado en la semifinal del torneo local.
En 1982 luego de ser penúltimo del Apertura, es segundo del Finalización en una gran recuperación, dirigido por José "Pato" Pastoriza y con el arquero Alberto Vivalda, Carlos Ángel López y Alejandro Esteban Barberon, terminó tercero del año. En 1983 sumando a Arnoldo Iguarán hace una gran campaña en el año, golea a su rival de plaza 5:0 con todos los goles en el segundo tiempo, pero al final solo es cuarto. En 1984 llegó a la última fecha en el primer lugar de las finales, pero su derrota en Barranquilla lo dejó en el segundo lugar, en 1985, -con el récord de goles de Juan Gilberto Funes en las finales (16)- y 1986 es tercero, ganando el torneo Finalización, siendo primero de la Reclasificación y luchando hasta las últimas instancias por el Campeonato.
En 1987 finalmente es Campeón, gana todo en el año y da la vuelta olímpica con dos puntos de ventaja contra América. En 1988 consigue su estrella 13, en ambos consigue invictos de 22 y 26 fechas sin perder, además de ganar tres torneos internacionales. En 1989 termina en el primer lugar de la Reclasificación, pero el sistema (que daba un cuadrangular de repechaje), alarga el torneo y luego es suspendido por la ola de violencia que azota el fútbol del país, hasta el momento de la suspensión del torneo, Millonarios al lado de Junior, eran los dos únicos equipos que ya estaban clasificados para el cuadrangular final por el título del año.
Después de esta temporada, el club cayo en una crisis económica de la que aún no se ha podido recuperar hoy en día. 
En la Copa Libertadores 1988 es eliminado en la fase de grupos, y en 1989 es el mejor equipo de la fase de grupos, pero cae en cuartos de final, ante Atlético Nacional, con un muy polémico arbitraje del chileno Hernán Silva.

## 1990-1999
Fue la década más difícil del club, viviendo el dolor de los puestos secundarios. En 1990 es cuarto del Apertura, décimo del Finalización, quedando noveno en la tabla general y afuera de las finales por segunda vez en su historia (la primera fue en 1979). En 1991 gana el Apertura, es quinto en el Finalización y cuarto en la tabla general, llegando hasta las semifinales, en donde es eliminado por el América de Cali y el Junior. En 1992 comienza perdiendo 7-3 con su rival de patio, pero es séptimo del Apertura y cuarto del Finalización, quedando sexto en la tabla general, y en semifinales queda último en su grupo, siendo eliminado por Deportivo Cali y Junior y siendo superado en la tabla por el Atlético Bucaramanga. En 1993 es sexto del Apertura y séptimo del Finalización, de nuevo llega a semifinales, pero en su grupo es eliminado por Atlético Nacional y el campeón de esa temporada, el Atlético Junior.
En 1994 es quinto del Apertura, segundo del Finalización y en la tabla general. En su grupo clasifica segundo a la final tras América de Cali, y al final supera al América de Cali (por tener mayor bonificación) y al Independiente Medellín, pero queda subcampeón detrás de Atlético Nacional, pero solo por tener menor bonificación (si no hubiera existido la bonificación, Millonarios sería el campeón de esa temporada por diferencia de goles, ya que Millonarios acabó con +2 y Atlético Nacional sería tercero, ya que tenía 0 en la diferencia de goles, y América de Cali sería el subcampeón con una diferencia de gol de +1). En la Copa Libertadores 1995 es primero de su grupo con 10 puntos (en ese grupo participaron Atlético Nacional, y los chilenos Universidad Católica y Universidad de Chile), y a pesar de haber eliminado a Alianza Lima en octavos de final, en Cuartos es eliminado por Atlético Nacional, quien a la postre sería subcampeón.
En 1995 con un equipo satélite es puesto 14 en el torneo local, siendo la primera vez que el equipo azul se ve involucrado en la lucha por el descenso directo, salvándose apenas por cuatro puntos (en esa época descendía el último en la tabla del torneo, pues no existían los promedios). En el torneo 1995/1996 es sexto tanto en el Apertura, como en el Finalización, quedando quinto en la reclasificación. En las semifinales gana fácilmente su grupo y en el cuadrangular final termina con más puntos que el Deportivo Cali (12 contra 11), pero el Deportivo Cali tenía un punto de bonificación y a pesar de superarlo en partidos ganados y diferencia de gol, el título se define por mejor reclasificación, ganándolo el Deportivo Cali. Fue su último subcampeonato en el torneo local.
En el torneo 1996/1997, termina en penúltimo lugar en la primera fase del campeonato, pero segundo del llamado Torneo Adecuación en un gran repunte. En las Semifinales, iguala en el primer lugar de su grupo en 12 puntos con Atlético Bucaramanga, pero en una extraña reglamentación, pierde el paso a la final, por diferencia de gol (esta vez no contó la bonificación), juega por el tercer lugar del torneo y el cupo a la Copa Conmebol, ganándoselo al Once Caldas de Manizales por su bonificación (esta vez curiosamente si contó), aunque no participó en ella por una invitavión a la Copa Merconorte 1998, cediéndole el cupo de la Copa Conmebol al Once Caldas. En la Copa Libertadores de América es segundo de su grupo (Detrás de Peñarol, pero superando a Nacional de Uruguay y al Deportivo Cali), pero cae en penales ante Peñarol de Uruguay en Octavos de final.
En 1998 es noveno del Apertura, octavo del Finalización, quedando octavo en la reclasificación. Llega a las semifinales del torneo local, pero queda último, siendo eliminado por el Deportivo Cali y siendo superado por Atlético Nacional y América de Cali. En la Copa Merconorte llega hasta Semifinales, siendo eliminado por Atlético Nacional, que a la postre sería el campeón. En 1999 es undécimo en el Apertura, pero gana el Finalización, siendo séptimo en la reclasificación. En las semifinales es último en su grupo, siendo superado por el Once Caldas, el Deportivo Cali, y el finalista Independiente Medellín. En esa temporada logra el mayor invicto sin perder en la historia del fútbol colombiano (29 fechas sin perder). El invicto terminó el 21 de noviembre cuando cayó 2-3 ante Independiente Medellín en Bogotá por la segunda fecha de los cuadrangulares semifinales del Finalización. El último partido que había perdido fue el 16 de mayo cuando cayó 2:4 ante Deportes Quindío en Bogotá por la Fecha 16 del Apertura. En la Copa Merconorte es eliminado en la fase de grupos. Quien clasificó a Semifinales en su grupo fue Alianza Lima.

## 2000-2009
En el año 2000 es cuarto tanto en el Apertura, como en el Finalización y en la tabla acumulada es quinto con 69 puntos, los mismos del Deportes Tolima que quedó cuarto, pero queda afuera del cuadrangular final, por partidos ganados. Llega a la final de la Copa Merconorte en una buena campaña, empata 5-5 en un partido histórico con Toluca, pero pierde el título con Atlético Nacional. En 2001, es noveno del Apertura, segundo del Finalización, es eliminado fácilmente en las semifinales, quedando último en su grupo con 2 puntos de 18 posibles, y siendo superado por Santa Fe, Once Caldas, y el finalista y a la postre campeón América de Cali. En ese año gana la Copa Merconorte en Guayaquil al Emelec de Ecuador, al que derrota en penales por 3:1, luego de empatar en ambos juegos por 1:1, consiguiendo su primer título oficial después 12 años de sequía y su primer título de un torneo internacional organizado por la Conmebol.
En 2002 la crisis económica llega a su peor momento, es puesto 13 en el Apertura (a partir de ese año se dan dos estrellas al año) y 16 en el Finalización y penúltimo en la reclasificación con 46 puntos, únicamente superando al descendido Real Cartagena. Se llegó a temer por la desaparición del club.
En el Apertura 2003 termina segundo de la fase regular y tercero de su grupo en la semifinal, únicamente superando al Centauros de Villavicencio y siendo eliminado por el Junior de Barranquilla y siendo superado por el Deportivo Pereira. El equipo continua su alza, y en el Finalización, a pesar de clasificar séptimo a los cuadrangulares, en la penúltima fecha de las Semifinales estuvo a 5 minutos de la final, cuando cae con el Deportivo Cali por 2-3 en Bogotá cuando con el empate le bastaba para clasificar, y en el último partido pierde 2-1 con el Unión Magdalena, y con la victoria del Deportivo Cali 3-1 con el Deportivo Pasto, queda afuera de la final, pasando a esta el equipo caleño. Al final es tercero del año y clasifica a la Copa Sudamericana.
En 2004 es décimo del torneo Apertura, la crisis que se creía superada, vuelve a todo su furor en el segundo torneo, llegándose a pensar en la quiebra, se acoge a la ley 550, juega con juveniles el Finalización, y hace la peor campaña de su historia, al quedar penúltimo con 13 puntos; los mimos del Deportivo Pereira que quedó último, pero le supera por diferencia de gol. En esta campaña registró 7 derrotas consecutivas y 11 fechas sin ganar. Al final termina 16 en la reclasificación del año con 39 puntos, y a pesar de terminar en una mejor posición que en 2002, sumó menos puntos que aquella vez, quedando ésta como la peor campaña de su historia. En la Copa Sudamericana cae en dieciseisavos de final ante el Junior de Barranquilla.
En 2005, es decimotercero del Apertura, en el Finalización lidera las primeras 7 fechas (con 6 triunfos consecutivos, record desde 1966), pero se desploma y termina 14 con 26 puntos, afuera de las finales.

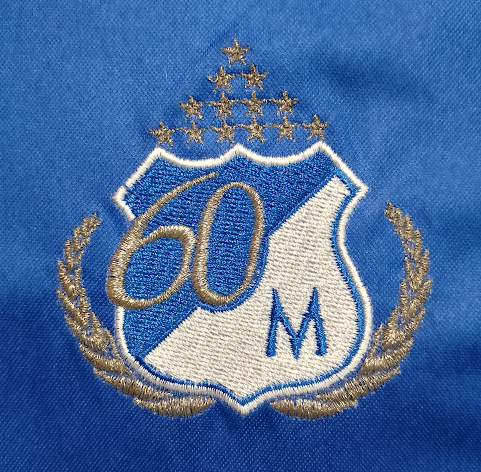
En 2006 Millonarios conmemoró sus 60 años de historia.

En 2006 llega Miguel Augusto Prince como técnico, en el Apertura el equipo es sexto y en las semifinales último del grupo, siendo superado por Atlético Nacional, el recién ascendido Cúcuta Deportivo, y el finalista y a la postre campeón Deportivo Pasto. En el Finalización luego de caer 1-2 en Cúcuta Deportivo es reemplazado por Juan Carlos Osorio, que venía de ser asistente técnico del Manchester City, gana cinco juegos consecutivos, clasifica de octavo a las finales, termina tercero del torneo, quedando afuera de la final en la última fecha (perdiendo 4-0 con Independiente Medellín) y en la sumatoria del año es quinto, clasificando a la Copa Sudamericana por segunda vez. En el torneo Apertura de 2007, Millonarios de la mano de Juan Carlos Osorio de nuevo cumple una buena campaña, termina en cuarto lugar en la fase regular y en su grupo en las semifinales, lucha hasta el último juego por el paso a la final, pero pierde en el último partido con el Atlético Huila, terminando en cuarto lugar de la sumatoria del torneo. Juan Carlos Osorio se marcha al Chicago Fire de la Major League Soccer de Estados Unidos y es reemplazado por el uruguayo Martín Lasarte quien deja sumido al equipo en el último lugar del torneo Finalización, siendo relevado por el argentino Mario Vanemerak, exjugador del club.
Con Vanemerak avanzó a las semifinales de la Copa Sudamericana 2007 después de eliminar en Primera Fase al equipo peruano Coronel Bolognesi, luego de caer por 0:1 en Bogotá y ganar por 1:0 en Tacna, Perú, venciendo en la definición por penales por 5:4. En la Segunda Fase, eliminó a uno de sus grandes rivales el colombiano, Atlético Nacional; el primer partido disputado en la capital antioqueña terminó 2:3 a favor de Millonarios y en Bogotá igualaron 0:0. El 25 de septiembre, en octavos de final, Millonarios eliminó a Colo-Colo, de Chile. Los juegos de ida y vuelta finalizaron 1-1. La clasificación se definió en Santiago de Chile desde los lanzamientos desde el punto penal, que ganó Millonarios por 7:6. El 10 de octubre venció por 0:1 al São Paulo FC en el Estadio Morumbi en el partido de ida de los cuartos de final, convirtiéndose en el primer equipo colombiano en ganar en São Paulo por torneos oficiales (ya había sido antes el único en ganar en juegos amistosos); en el partido de vuelta disputado el 24 del mismo mes en Bogotá, Millonarios ganó por 2:0 con dos anotaciones de Ricardo Ciciliano, avanzando a las Semifinales, fase en la cual se enfrentó con el América de México. El juego de ida disputado el 7 de noviembre en la capital colombiana finalizó 2:3 a favor del conjunto visitante luego que Millonarios arrancara perdiendo 0:2 y lograra empatar el juego. La vuelta se jugó en Toluca en el Estadio Nemesio Díez el 13 del mismo mes; con resultado final de 2:0 a favor del América de México. El equipo azul terminó en Tercer lugar de la Copa Sudamericana 2007, sumando 15 puntos en 10 partidos disputados. En el torneo Finalización remonta hasta el puesto 11.
En el Torneo Apertura 2008, Millonarios de nuevo se quedó por fuera de los cuadrangulares semifinales tras cumplir una campaña irregular que lo dejó en el puesto 11. A pesar de ello, los 'Azules' pelearon hasta la última fecha su entrada a la semifinal del fútbol colombiano. Durante ese lapso pasaron dos entrenadores: Vanemerak y Bonner Mosquera, quien fue interino.
La situación se repitió para el Torneo Finalización, ya que bajo el mando de Óscar Héctor Quintabani, Millonarios se quedó por fuera de los cuadrangulares semifinales, igualando en 28 puntos con el octavo lugar, quien era el Deportivo Cali, pero con un gol menos. De esta forma, el equipo 'Embajador' completó su tercer campeonato consecutivo sin avanzar a la instancia semifinal del campeonato. En la Copa Colombia quedó eliminado en la fase de grupos.
El año 2009 comenzó de buena manera para Millonarios luego de ganar la Copa Internacional Cafam 2009 tras superar en la definición por penales al América de Cali. Ya en el Torneo Apertura, el club cumple una mala campaña al quedar eliminado por cuarto torneo consecutivo de los cuadrangulares semifinales (posición 15 en el torneo), lo cual produjo la salida del entrenador Oscar Héctor Quintabani dándole paso en las últimas fechas al entrenador de divisiones menores Nilton Bernal.
Para el Torneo Finalización el nueveo estratega fue el accionista del club Luis Augusto García., que dejó al equipo cerca de clasificar a los cuadrangulares semifinales, en el noveno lugar a un punto del octavo, el Real Cartagena. En la penúltima fecha marchaba octavo en la tabla, pero en el último partido empató 1-1 con el América, y con la victoria del Junior 2-1 ante Deportes Tolima se quedó afuera de los cuadrangulares. En la reclasificación quedó en el puesto 16 y con un muy mal promedio en el descenso para 2010. En la Copa Colombia clasifica primero en su grupo, pero en la segunda fase es eliminado por el Atlético Bucaramanga.

## 2010 - 2019
En el Apertura 2010, García siguió como técnico y llegaron refuerzos extranjeros como el guardameta uruguayo Juan Obelar y el delantero argentino Hernán Boyero. Luego de perder, frente al Boyacá Chicó en Bogotá, Luis Augusto García renunció al cargo de entrenador, dejando al equipo penúltimo en la tabla de posiciones. Lo reemplazaría en el cargo técnico el venezolano de gran recorrido Richard Páez el que tomó las riendas del equipo dejado por el anterior técnico. Al final terminó en el puesto 14, y en el Finalización tuvo un mal arranque, en el que incluso llegó a rozar la zona de descenso por promoción tras caer ante Santa Fe por 2-0 en la décima fecha, aunque en la segunda mitad del campeonato se recuperó, salvó la categoría, pero no fue suficiente para acceder a los cuadrangulares semifinales, quedando en la posición 12. En la Copa Colombia llega hasta semifinales, en donde es eliminado desde la deficición desde el punto penal por Itagüí Ditaires.
En el Apertura 2011 clasifica sexto a los play-offs después de 4 años de ausencia; en cuartos de final elimina al Once Caldas por penales (el Once Caldas había terminado como el mejor equipo en la fase de todos contra todos) y llega hasta semifinales, en donde es eliminado por La Equidad. En el Finalización vuelve a clasificar a los play-offs, esta vez como cuarto clasificado; en cuartos de final elimina a Envigado FC por penales y en semifinal cae por penales ante Junior, quien a la postre sería el campeón de ese torneo, lo que privó al equipo azul de volver a la Copa Libertadores. En ese mismo año gana la Copa Colombia al Boyacá Chicó, siendo el marcador global de 2-0 (ganó 1-0 en los partidos de ida y vuelta). Al final es segundo en la reclasificación del año con 66 puntos (13 menos que el Once Caldas) y clasifica a la Copa Sudamericana por tercera vez por ser el campeón de la Copa Colombia.
En el Apertura 2012 Millonarios se quedó por fuera de los cuadrangulares semifinales después de empatar 1-1 con Envigado en la penúltima fecha, quedando así en el puesto 13. También quedaron eliminados de la Copa Colombia en la fase de grupos tras caer 2-0 con Bogotá F.C. Dichos resultados originaron la salida de Richard Páez y de Javier Álvarez.

### Era Torres

#### Campeón 24 años después
Para el Finalización 2012 llega Hernán Torres a la dirección técnica; en esta ocasión clasifica a los cuadrangulares semifinales terminando el primer lugar con 37 puntos (cinco más que La Equidad que terminó segundo), hecho que no se presentaba desde 1999. Además, lideró el torneo de punta a punta, sin perder la primera posición. En los cuadrangulares tuvo un mal comienzo al perder contra Junior y Deportivo Pasto, ambos de visitante, pero ganó 2 veces contra el Deportes Tolima y contra el Deportivo Pasto de local. En el último partido empató sin goles frente a Junior en Bogotá y gracias al punto invisible (al terminar empatando en el primer lugar con Deportivo pasto, cada uno con 10 puntos) clasificó a su primera final en los torneos cortos y a su primera final desde 1996. En la final, disputada contra Independiente Medellín, igualó la serie 1-1 en el global. En los penales, Luis Delgado atajó el cobro de Andrés Correa, que fue decisivo en la final, coronando a Millonarios después de 24 años. Además, Millonarios pasa a ser el equipo con más campeonatos en Colombia.

#### Seminfinales de Copa Sudamericana
También disputó la Copa Sudamericana 2012 en donde primero eliminó a Inti Gas de Perú con un 0-0 en Ayacucho en la ida, para después ganar 3-0 en Bogotá; luego eliminó a Guaraní de Paraguay con un 2-4 en Asunción para terminar con 1-1 en la vuelta en el Campín, quedando el marcador global en 5:3 a favor de Millonarios. En octavos de final se encontró con Palmeiras de Brasil, con el cual inició perdiendo 3:1 en Sao Paulo, pero que remontó con un 3-0 en Bogotá para un marcador global de 4-3. En cuartos de final se enfrentaría a Gremio, perdiendo 1-0 en Porto Alegre, pero el conjunto bogotano ganaría 3:1 en Bogotá con un penal en el último minuto cobrado por Wason Rentería, clasificando con un marcador global de 3-2 a semifinales, en donde enfrentaría a Tigre. En Argentina, por el partido de ida, el encuentro terminaría empatado a cero goles, luego en el partido de vuelta en el estadio El Campín de Bogotá, el equipo "Embajador" saldría eliminado al empatar 1-1, marcador que lo dejaría por fuera del certamen, ya que el gol de visitante da cierta ventaja en caso de empate, lo cual no quiere decir que valga por dos, sacándolo al igual que en el año 2007 en fase semifinal.

#### Fin de ciclo
En el 2013 participó en la Copa Libertadores después de 16 años. Aun así su participación fue efímera ya que quedó eliminado en la fase de grupos, producto de una victoria (2-1 ante San José de Oruro en Bogotá) y 5 derrotas. En el Torneo Apertura clasificó con una facha de anticipación a los cuadrangulares, pero queda afuera de la final en la cuarta fecha, siendo segundos de su grupo, sólo superados por Santa Fe. En el Finalización clasifica segundo, pero hace una mala campaña en los cuadrangulares. En la Copa Colombia se clasificó invicto a octavos de final, siendo primero de su grupo. Llega a la final, pero cae ante Atlético Nacional. Al final logra clasificar a la Copa Sudamericana 2014, pero salen del equipo tanto el director Técnico Hernán Torres, como su presidente Felipe Gaitán.

### Proyecto español
Para 2014 llega Juan Manuel Lillo a la dirección técnica. En el Apertura 2014 nuevamente clasifica a los 8 mejores, elimina a Equidad en cuartos de final, pero en semifinales cae ante Junior desde los cobros desde el punto penal, tal como pasó en 2011, sólo que esta vez la vuelta fue en El Campín. En la Copa Colombia cumple una pésima actuación, quedando eliminados con una fecha de anticipación al caer nuevamente ante Bogotá F.C, como en 2012. En ese torneo sufre seis derrotas consecutivas (cuatro de ellas ante los equipos de la Categoría Primera B que conformaban el grupo en donde estaba Millonarios). También quedaron eliminados de la Copa Sudamericana de forma instantánea, al perder en la primera ronda con Universidad César Vallejo, luego de caer por 1-2 en Bogotá, y empatar por 2-2 en Trujillo (Perú). El penal que desperdició Javier Reina al minuto 94 en la ida fue determinante para el resultado global.
En el Finalización 2014 comienza bien al ganar los dos primeros partidos, pero a medida que avanzaba el campeonato el rendimiento del equipo decayó, recibiendo goleadas como el 5-0 en contra ante Atlético Nacional en Medellín. Luego de perder el clásico contra Santa Fe por 1-0, Lillo presentó su renuncia al cargo como DT del conjunto embajador. 

### Era Lunari
Ricardo Lunari (quien había sido subcampeón en 1996 con Millonarios, pero como jugador) fue presentado como nuevo DT, pero tuvo un mal debut al perder 4-1 contra Santa Fe en la jornada de clásicos del Torneo Finalización, incluyendo otro penal errado en el último minuto, y con ventaja deportiva sobre su rival, debido a la expulsión de Jefferson Cuero en Santa Fe. Recién el la fecha 12 ganó luego de 9 partidos sin conocer la victoria en la liga al golear 4-0 al Fortaleza FC. Luego ganaría dos partidos más, pero en otros dos partidos de la liga encaja 4 goles, esfumándose así las pocas chances de clasificar a los cuadrangulares semifinales, quedando definitivamente eliminados al empatar sin goles frente a Uniautónoma FC en Barranquilla, en la fecha 17. Cerró el año perdiendo contra el Deportes Tolima en Ibagué por 1-0, lo que lo dejó en la casilla 15 con 20 puntos.
En el 2015 nuevamente quedan eliminados en la fase de grupos de la Copa Colombia. En el Torneo Apertura clasificó a los play offs en la última fecha, eliminando a su rival de patio en un partido que terminó 3.1 a favor del cuadro embajador. Luego elimina a Envigado en cuartos de final, pero en la semifinal es eliminado por el Deportivo Cali por la vía de los penales luego de que Luis Delgado errara el último cobro. En el Finalización 2015 debido a los malos resultados, Ricardo Lunari salió de Millonarios. 

### Era Israel

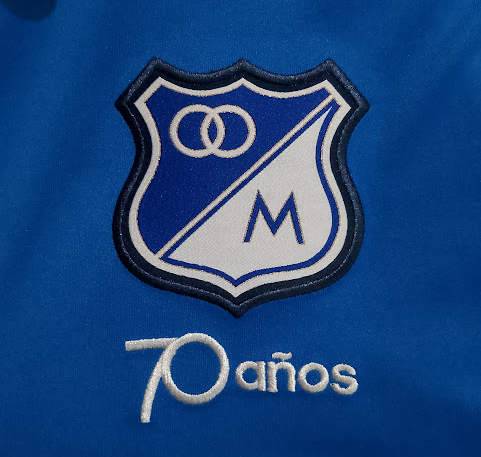
Al mando de Ruben Israel, Millonarios celebró sus 70 años.

Rubén Israel asume las riendas del equipo embajador luego de la salida de Ricardo Lunari. Sin embargo, no consigue mejorar los resultados, por lo que no clasifica a las fases finales del torneo local, y tampoco obtiene cupo a torneos internacionales. Para el 2016 el equipo se refuerza y logra clasificar a los play-offs pero en la llave de cuartos de final enfrentó a Junior de Barranquilla; pierde la ida en Barranquilla por marcador de 2 a 0, pero en la vuelta en Bogotá gana 4 a 2, dejándose empatar en los últimos minutos tras haber marcado sus cuatro goles en 15 minutos. En la serie desde el punto penal perdió 4-2. En la Copa Colombia quedó eliminado en octavos de final por el Deportes Tolima. En el Finalización 2016 tuvo un muy mal arranque, y tras la derrota como local ante el Atlético Bucaramanga (en donde incluso los hinchas enfurecidos invadieron la cancha al minuto 88), Rubén Israel renunció a la dirección técnica de Millonarios. 

### La corta era Cocca
Lo reemplazó Diego Cocca, quien debuta contra Independiente Santa Fe, al cual derrota por marcador 1-2 con goles de Ayron del Valle y Enzo Gutiérrez. En su gestión gana 6 partidos, pierde 3 y empata uno, consiguiendo así la clasificación a los play offs, donde se enfrenta a Atlético Nacional. Lo vence 2-1 en el partido de ida jugado en Bogotá, pero cae derrotado 3-0 en el juego de vuelta disputado en Medellín, consiguiendo asíun cupo a la pase previa de la Conmebol Libertadores 2017. Luego de definir salidas y llegadas de algunos jugadores, Diego Cocca presenta su renuncia al equipo bogotano, aduciendo situaciones familiares, para así fichar por Racing Club.

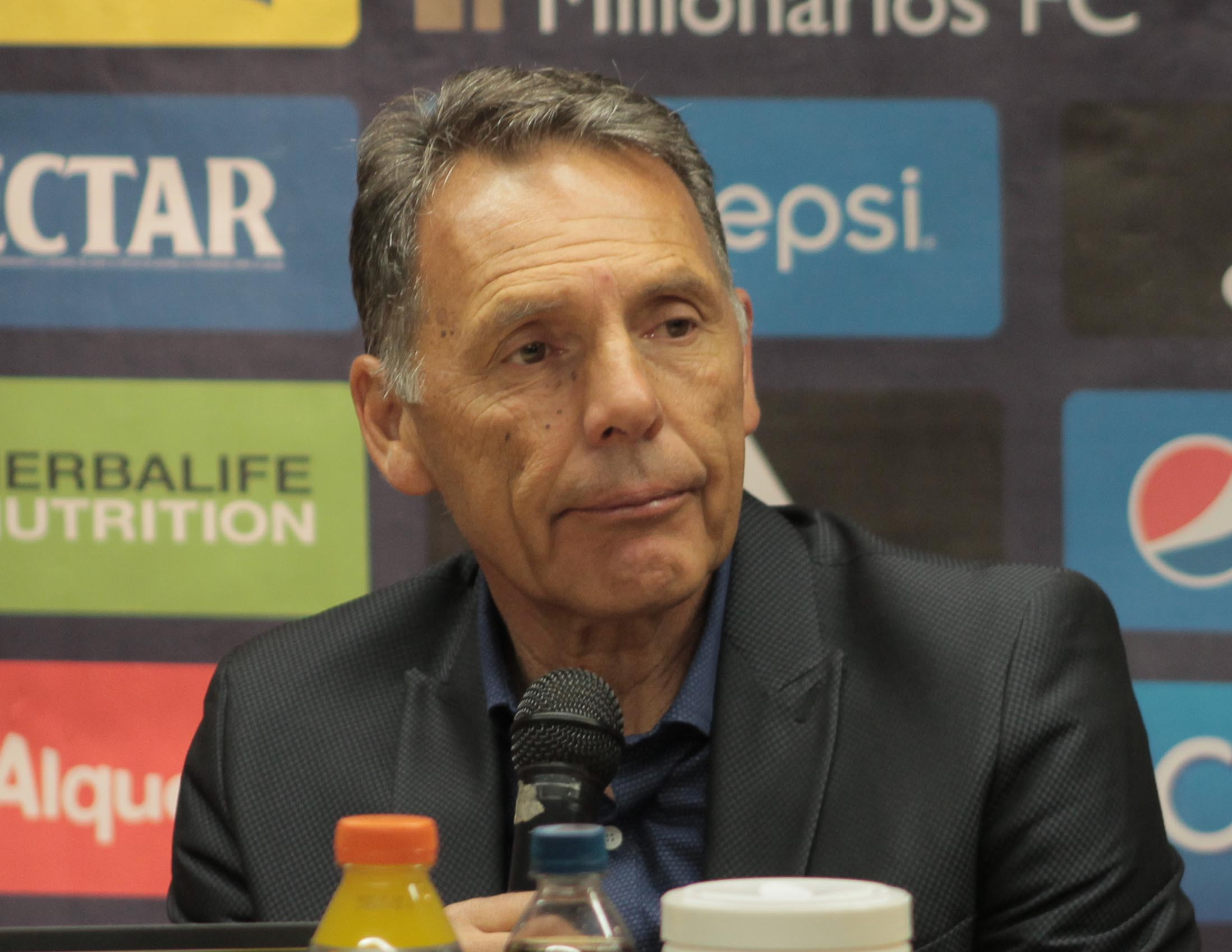
Miguel Angel Russo, entrenador de Millonarios (2017-2018)

### Era Russo
En diciembre de 2016 se confirma la contratación del experiementado técnico argentino Miguel Ángel Russo. En la Conmebol Libertadores 2017 quedó eliminado en la primera fase tras caer con Atlético Paranaense en penales por 4-2 luego de que el volante Jhon Duque empatara la serie en Bogotá. En el Apertura 2017 llega hasta las semifinales del torneo, donde cae ante Atlético Nacional por marcador 1-0.  

#### Campeón en el clásico Bogotano
En el Finalización 2017 las cosas empiezan difíciles para el equipo. Jugadores como Deiver Machado, Pedro Franco, y Cristian Arango, fichas importantes del entrenador Miguel Ángel Russo dejan el equipo. Llega Matías De Los Santos, central uruguayo, además de otros 3 jugadores más. En la primera parte de la fase todos contra todos, Millonarios sólo gana 3 partidos, empata 4 y pierde 3; poniendo en cuerda floja al entrenador argentino. Sin embargo, desde la junta directiva se confirmó la intención de apoyar el proceso de Miguel Ángel Russo. Después de caer 3-2 ante Atlético Nacional en Medellín, el equipo inicia una buena racha, de manera que culmina la primera fase del torneo con 6 victorias y dos empates, cerrando el todos contra todos con una goleada 5-1 al Deportivo Cali. En los cuartos de final el equipo se enfrenta a La Equidad, empatando 1-1 en el partido de ida, y venciéndolo 2-1 en el juego disputado en el Estadio El Campín. Posteriormente se cruza con América de Cali, al cual le gana 1-2 en el Estadio Pascual Guerrero. Luego de empatar con los escarlatas en el partido de vuelta, se clasifica a la final del Finalización 2017, donde se enfrenta a Independiente Santa Fe.  

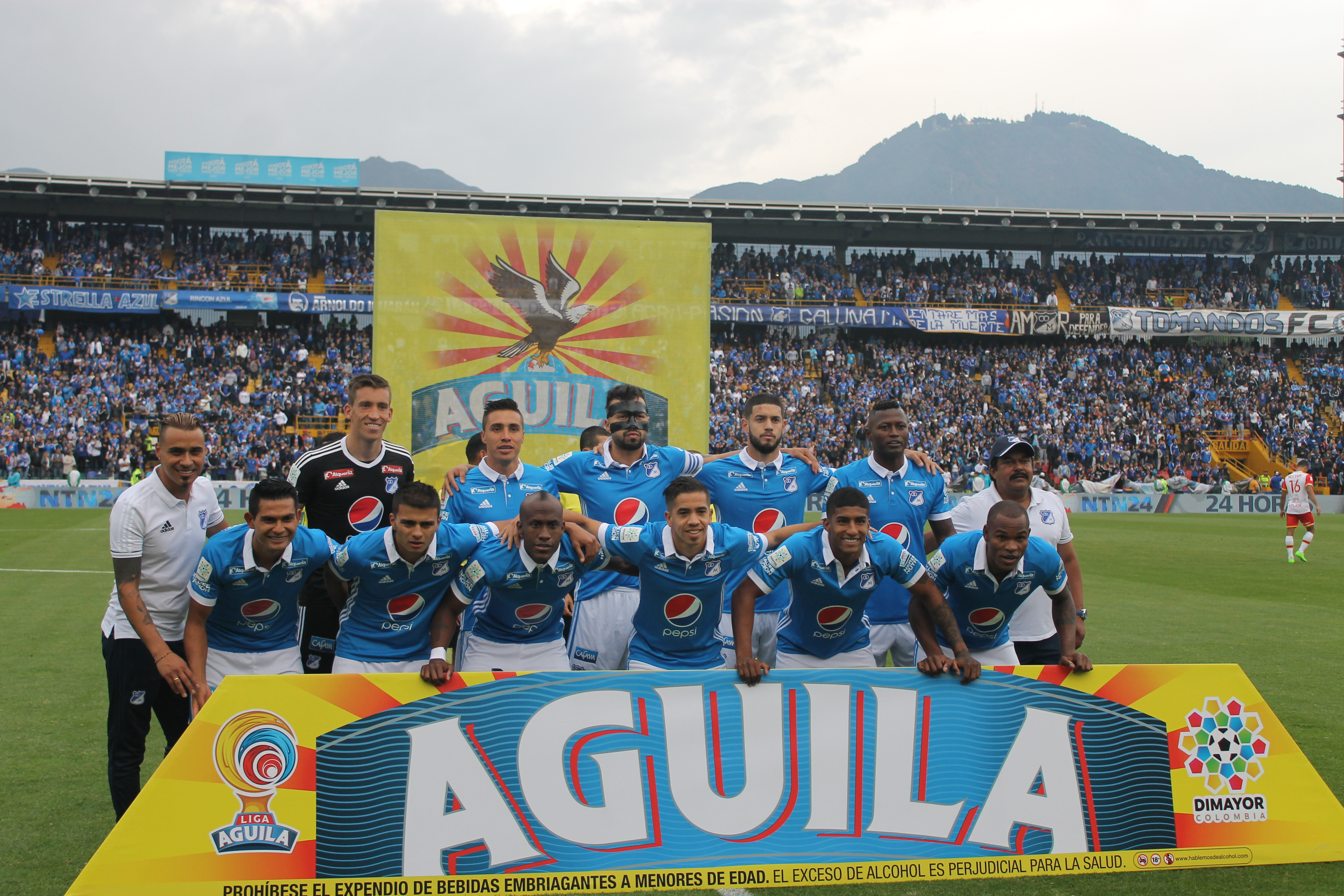
Millonarios en el Torneo Finalización de 2017.

El 13 de diciembre se juega el partido de ida, donde Millonarios oficia de local. El marcador se abriría al minuto 32, con un gol de cabeza de Matías De Los Santos, el cul define el resultado final. Posteriormente, el 17 de diciembre se juega el partido de vuelta, con Independiente Santa Fe ejerciendo la localía. A los 17 minutos, el delantero cardenal, Wilson Morelo marca el 1-0 de pena máxima, empatando la serie, marcador con el cual termina la primera parte. En el segundo tiempo Millonarios se lanza a la ofensiva, donde obtendría el empate en la serie, y la ventaja en el marcador global. Andrés Cadavid, capitán de los albi-azules, empalma un cabezazo con el cual vence a Robinson Zapata. Al minuto 82 Wilson Morelo vuelve a marcar para el cardenal, decretando el 2-2 en el marcador global, forzando así los lanzamientos desde el punto penal, sin embargo, 3 minutos después, al minuto 85, Henry Rojas pesca un rebote de William Tesillo, y remata desde fuera del área. El remate pasa entre las piernas de Sebastián Salazar, sobre la cabeza de Héctor Urrego, y deja sin opción al guardameta santafereño. De esta manera, Millonarios gana su estrella número 15, en un Clásico bogotano, obteniendo así la clasificación a la fase de grupos de Copa Libertadores, y la final de la Superliga. 

#### Superliga en Medellín
El año 2018 empieza al mando del argentino Hugo Gottardi, quien asume como entrenador interino ante la incapacidad de Miguel Ángel Russo. El club anuncia 5 fichajes, entre los cuales destaca Wuilker Faríñez, arquero promesa venezolano, quien asume la titularidad del arco Albi-Azul luego de la salida de Nicolás Vikonis al fútbol mexicano. La temporada empieza oficialmente con la disputa de la Superliga, con un 0-0 en Bogotá en el partido de ida, y un 1-2 a favor de los embajadores en el partido de vuelta. Atlético Nacional tomó ventaja con un gol obra de Andrés Rentería, sin embargo Millonarios pronto lo daría vuelta gracias a un doblete del delantero paraguayo Roberto Ovelar, el cual con un gol de media cancha consigue colgar al arquero Fernando Monetti y concretar la remontada. Así, junto a una gran presentación del arquero Wuilker Faríñez, Millonarios logró ganar la primera Superliga de su historia, dando la vuelta olímpica en el Estadio Atanasio Girardot ante la hinchada de Atlético Nacional.

#### Malos resultados y fin de ciclo
En el año 2018 el club no consigue clasificar a fases eliminatorias del torneo local, tanto en el Torneo Apertura como en el Torneo Finalización. Así mismo, termina la fase de grupos de Copa Libertadores en el tercer lugar del grupo G, siendo sembrado en la segunda fase de Copa Sudamericana en la cual avanza a los octavos de final luego de vencer a General Díaz, pero cae en la siguiente fase ante Santa Fe por definición desde punto penal. Estos malos resultados sumado a la inversión realizada en fichajes como Wuilker Faríñez, Santiago Montoya, Roberto Ovelar, Gabriel Hauche y Christian Marrugo, llevaron a que la junta directiva acordara con el entrenador Miguel Ángel Russo su salida a finales de año. De esta manera culmina la era Russo en Millonarios luego de dos años, ganando una Liga y una Superliga, ambos ante sus clásicos rivales Santa Fe y Atlético Nacional, respectivamente.

### Era Pinto
Jorge Luis Pinto regresa a Millonarios para el año 2019, enfrentando sólo torneos locales. En el Torneo Apertura el equipo del santandereano culmina la primera fase del torneo en el primer lugar, con 39 puntos y el liderato absoluto de la liga. Lidera el cuadrangular A donde se cruza con Deportivo Pasto, América de Cali, y Unión Magdalena. Sin embargo, el equipo termina segundo del grupo, por debajo del equipo cuyabro, perdiendo así la opción de jugar la final del Torneo Apertura. En el segundo semestre, con las bajas de Matías De Los Santos y Christian Marrugo, el equipo baja su producción, tanto así que termina eliminado en el todos contra todos, en la posición 11.ª. Razón por la cual Jorge Luis Pinto renuncia a final de año.

## 2020

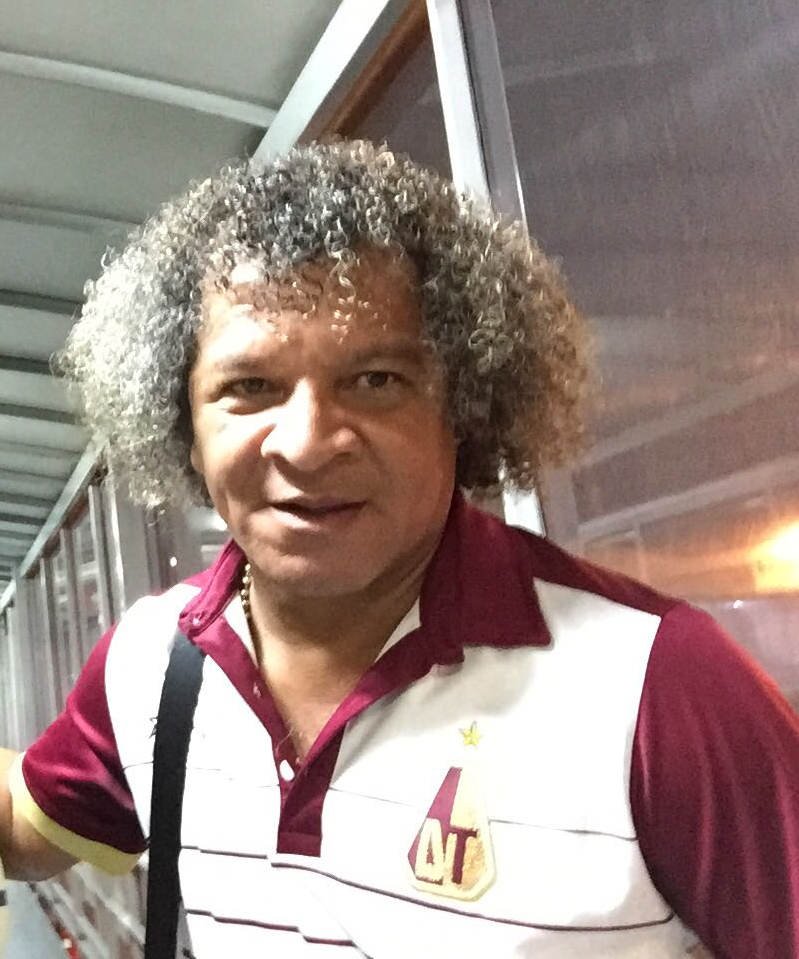
Alberto Gamero, entrenador de Millonarios desde 2020

### La era Gamero
Con la salida del experimentado Jorge Luis Pinto, Millonarios deja durante un mes en calidad de interino al preparador de arqueros Juvenal Rodríguez e inicia la búsqueda de un entrenador para la siguiente temporada, por lo que se decante por Alberto Gamero, entrenador entonces del Deportes Tolima, con gran presente y buena trayectoria, y que además fue jugador embajador en los años 80. El 10 de diciembre de 2019 se confirma su vinculación al equipo albi-Azul, junto a él regresan otros también exjugadores de Millonarios en el pasado: Orlando Rojas, Cerveleón Cuesta, Arnoldo Iguarán (segundo máximo goleador histórico del club). Además, se vincula a Pitirri Salazar, en el cargo de director deportivo, quien también fue jugador embajador en los años 80.

#### Subcampeonato del Torneo Apertura 2021

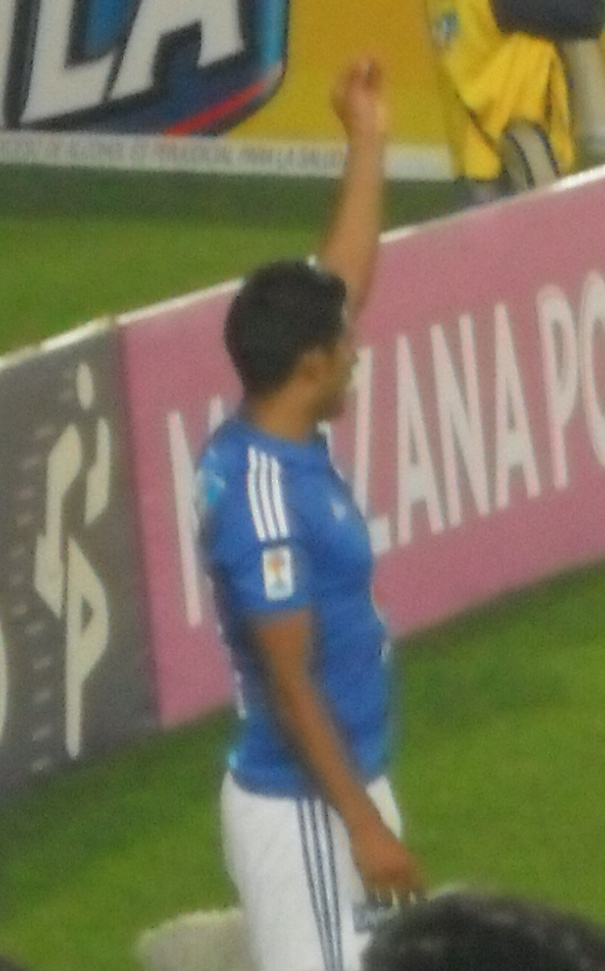
David Mackalister Silva, capitán y autor del gol del título en Copa Colombia 2022.

Después de obtener la confianza de los directivos del equipo, y de un 2020 donde el club no clasificó a los 8, ni tampoco a algún torneo internacional, el equipo fue reforzado de cara al Torneo Apertura 2021 con las llegadas de Fernando Uribe, Fredy Guarín, Daniel Ruiz, Harrison Mojica, Andrés Murillo, y el regreso de Jáder Valencia luego de su paso por el Racing Club de Lens. Millonarios realiza una destacada campaña clasificando a los cuartos de final en tercera posición con 33 puntos producto de 10 victorias, 3 empates y 5 derrotas. En dicha instancia se enfrente al América de Cali, venciéndolo en el parito de ida jugado en el Estadio Pascual Guerrero  por marcador 1-2 con goles de Fernando Uribe y Cristian Arango; y manteniendo el resultado en la vuelta disputada en Ibagué, esto debido a la Pandemia de COVID-19. En las semifinales se enfrenta a Junior de Barranquilla, siendo derrotado en la ida por marcador 3-2, pero remontando en la vuelta con doblete de Fernando Uribe, lo que le dio el cupo para disputar la gran final del torneo ante el Deportes Tolima.
A pesar de lograr una buena campaña, Millonarios sería derrotado por el Deportes Tolima de Hernán Torres. Aunque se obtuvo un empate a 1 gol en el partido de ida disputado en el Estadio Manuel Murillo Toro, en el partido de vuelta disputado en el Estadio El Campin serían los 'pijaos' quienes tomarían la ventaja, obteniendo así su tercera estrella, y Millonarios su décimo subcampeonato de Liga.

#### Campeonato de Copa Colombia 2022
El proceso del entrenador Alberto Gamero había sido, hasta el momento, blanco de críticas por no traducir su rendimiento en títulos pues hasta entonces sólo se había obtenido un subtítulo de Liga y el proceso cumplía su tercer año. Para 2022 se contó con la contratación del arquero Álvaro Montero fruto de los malos resultados obtenidos por los otros arqueros del equipo, Juan Moreno, Esteban Ruiz, y Christian Vargas, además de las contrataciones de Larry Vásquez y Diego Herazo para suplir las bajas de Daniel Giraldo y Fernando Uribe, respectivamente, quienes habían fichado por el Junior de Barranquilla en diciembre de 2021.
Luego de un Torneo Apertura decepcionante, donde Millonarios terminó la fase regular como líder del torneo, pero fue eliminado en los cuadrangulares semifinales, llegaba el segundo semestre del año y con él la disputa de la Copa Colombia. El camino del equipo azul en Copa inicia enfrentado a Jaguares de Córdoba en los octavos de final. En el partido de ida jugado en el Estadio El Campin Millonarios obtiene una victoria por 3-0 con anotaciones de Andrés Llinás, Daniel Ruiz y Diego Herazo, resultado que luego del empate 1-1 en el juego de vuelta, con anotación obra de Óscar Cortés, le daría el paso a los cuartos de final. En la siguiente fase se enfrenta a Fortaleza CEIF, al cual vence en ambos encuentros con marcadores 3-0 y 3-2, destacando en el partido de ida el doblete de Diego Herazo, y la anotación de Andrés Gómez, y en el partido de vuelta los goles de Ricardo Rosales, Andrés Gómez y Daniel Cataño, anotando este último su primer gol con la camiseta de Millonarios. Ya en las semifinales se enfrente al Deportivo Independiente Medellín. En el partido de ida jugado en el Estadio Atanasio Girardot logra una importante victoria por marcador de 0-2 con goles de Andrés Gómez y Daniel Ruiz. A pesar del buen resultado de la ida la llave no estaba cerrada, y eso lo demostró el 'poderoso' al lograr ponerse al frente en la vuelta al final del primer tiempo con anotaciones de Diber Cambindo y Luciano Pons que ponían 2-2 el marcador global y forzaban la definición por lanzamientos desde el punto penal. Sin embargo, Millonarios empató el partido con anotaciones de David Mackalister Silva y Daniel Ruiz de tiro libre, obteniendo así el pase a la final de la Copa Colombia.
El rival en la final sería Junior de Barranquilla, quien obtuvo su cupo luego de vencer a Unión Magdalena por lanzamientos desde el punto penal. En el partido e ida jugado el 28 de septiembre de 2022 Millonarios cae derrotado por marcador 1-0 con anotación del defensa César Haydar. La vuelta se disputa el 2 de noviembre de 2022, con la localía de Millonarios en el Estadio Nemesio Camacho El Campín. El equipo de Alberto Gamero fue arrollador con su rival, y dicha presión hizo efecto, pues al minuto 18 se empató el global del partido obra de un penal convertido por el delantero Luis Carlos Ruiz. La tendencia se mantuvo a lo largo del partido, sin embargo Millonarios no lograba concretar sus opciones. Fue hasta el minuto 78, con un remate de media distancia de David Mackalister Silva que cayó el segundo gol de la noche, el cual le otorgaba a Millonarios el título. Dicha ventaja se mantuvo hasta el final del partido, obteniendo así Millonarios la tercera Copa Colombia de su historia, y el primer título oficial de la 'era Gamero'.

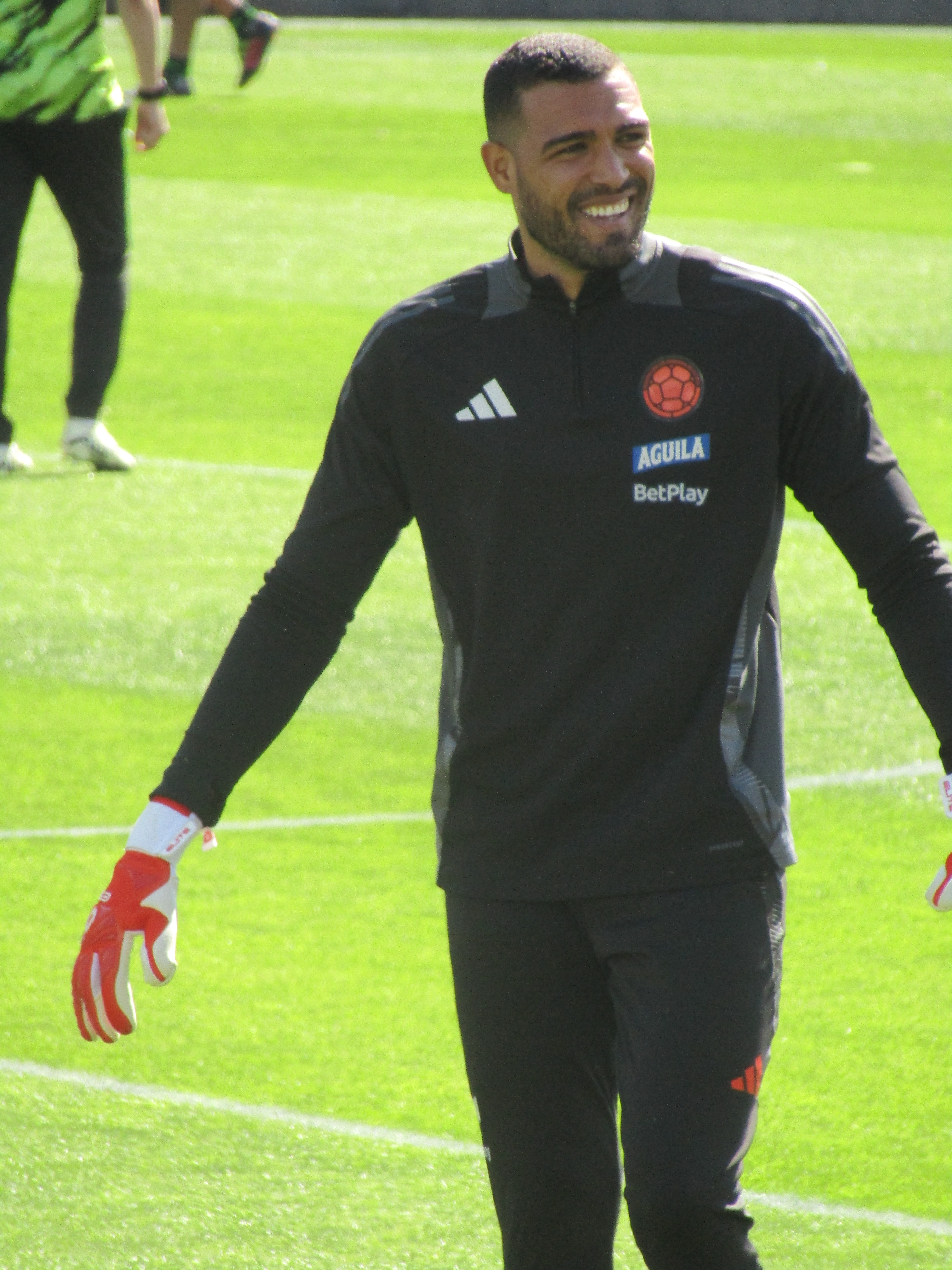
Álvaro Montero, figura de la final luego de atajar dos cobros de Nacional.

#### Campeón del Superclásico Colombiano
Luego de obtener la Copa Colombia, pero quedando aún a un paso de obtener la ansiada estrella 16, Millonarios realiza un ambicioso mercado de fichajes de cara al Torneo Apertura. Llegan los jugadores Leonardo Castro, figura goleador y campeón con el Deportivo Pereira, Fernando Uribe, Daniel Giraldo, y Jorge Arias. Luego de disputar los 20 partidos de la fase regular Millonarios termina en el segundo lugar de la tabla general con 38 puntos producto de 10 victorias, 8 empates y 2 derrotas, lo cual le otorga la ventaja del 'punto invisible' al ser cabeza de serie del Cuadrangular B de la fase final del torneo. En esta fase sería emparejado con América de Cali, uno de los equipos más fuertes del torneo, Boyacá Chicó, equipo revelación, y el Deportivo Independiente Medellín, lo cual hace que el cuadrangular fuese catalogado como 'el grupo de la muerte'.
El cuadrangular inicia con un valioso empate ante el Deportivo Independiente Medellín a dos goles, obra de Beckham Castro y Jorge Arias, que con el empate entre Boyacá Chicó y América de Cali le sirvió para empezar desde la fecha 1 como líder y clasificado a la final. En su segunda salida obtiene la victoria ante el Boyacá Chicó por la mínima con anotación de Leonardo Castro. En las siguientes dos fechas se enfrentó al que sería el rival a vencer del cuadrangular: América de Cali. En su primer juego, disputado en el Estadio Pascual Guerrero se llevó los 3 puntos con un gol tempranero de Beckham Castro, y en su segundo cruce, jugado en Bogotá, nuevamente salió victorioso al vencer 2-1 al 'escarlata', remontando la victoria parcial de América con anotación de Adrián Ramos con goles de Fernando Uribe en el ocaso del primer tiempo, y Daniel Cataño al cierre del partido. Millonarios tendría la clasificación a la final asegurada de forma anticipada si vencía al Boyacá Chicó en la fecha 5, sin embargo el club boyacense se hizo grande en casa y remontó el resultado, dejando la definición del finalista en la última fecha. Millonarios se enfrenta al Deportivo Independiente Medellín con opciones de clasificar a la final de ganar, empatar, o incluso perdiendo si el Boyacá Chicó no ganaba su partido, pero 'el embajador' aseguró su presencia en la final venciendo a su rival por marcador 2-1 con goles de Andrés Llinás y Daniel Cataño.
Millonarios clasifica a la gran final del Torneo Apertura sumando 13 puntos, 3 más que el segundo, América de Cali. Su rival se definiría al término de la fecha final del cuadrangular A, donde en una sorpresiva fecha final se clasifica Atlético Nacional y no Alianza Petrolera que ocupó la primera casilla del grupo hasta la última fecha donde no pudo vencer a su rival Águilas Doradas, y un gol agónico de Jarlan Barrera al minuto 90+2 le dio a Nacional la clasificación a la final ante Millonarios. Una nueva edición del Superclásico Colombiano definiría al campeón del Torneo Apertura.

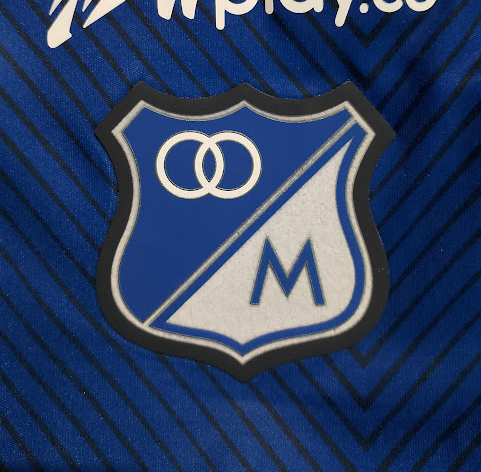
Millonarios ganó su estrella 16 en el primer semestre de 2023.

El partido de ida se disputó el 21 de junio de 2023 en el Estadio Atanasio Girardot. El partido culmina con un valioso empate a cero, donde destacó la presentación del arquero Juan Moreno, quien suplió la ausencia del titular Álvaro Montero quien se encontraba en concentración con la Selección Colombia. El partido de vuelta se disputó el 24 de junio en el Estadio Nemesio Camacho El Campín, partido en el cual Alberto Gamero pudo contar con el retorno de Álvaro Montero y Óscar Cortés después de cumplir sus compromisos con Selección Colombia. En el primer tiempo fue Atlético Nacional el que pudo tomar ventaja con anotación de Jefferson Duque al minuto 31. Dicha ventaja se extendió hasta el segundo tiempo, donde a pesar de varios intentos Millonarios no lograba romper el cero en el arco de Kevin Mier. Fue hasta el minuto 70 cuando Andrés Llinás logró conectar un balón en el área y enviarlo al fondo de la red, decretando así el 1-1 en el partido. El resultado se mantuvo hasta el final del tiempo reglamentario, lo que llevó a la definición del título desde los lanzamientos del punto penal. Nacional abrió la tanda con cobro de Dorlan Pabón, quien lo lanzó por encima del arco de Álvaro Montero, seguidamente cobró Jáder Valencia por Millonarios, quien al igual que Pabón desperdició su cobro al lanzarlo por arriba del arco. A continuación cobraron Danovis Banguero y Jorge Arias, anotando ambos sus respectivos cobros. Después cobró por Nacional el anotador Jefferson Duque, a quien inicialmente le fue atajado su cobro por parte de Álvaro Montero, pero debido a un adelantamiento por parte del arquero de Millonarios el cobro se repitió y esta vez el delantero anotó. Juan Carlos Pereira hizo lo propio con su cobro y lo mandó al fondo de la red, igualando los cobros 2-2. Álvaro Montero atajó su primer penal de la noche en el quinto cobro, evitando el gol del experimentado defensor Cristián Zapata, pero para el infortunio de Millonarios Kevin Mier haría lo propio con el cobro de Luis Carlos Ruiz. Llegado así el último cobro por cada equipo apareció por Nacional el volante Jarlan Barrera al que Álvaro Montero le atajó su cobro, dejando así la definición del título en los pies del quinto cobrador de Millonarios: Larry Vásquez. Vásquez tomó el balón y cobró con seguridad a la mano izquierda del arquero, dejando sin opciones a Kevin Mier y obteniendo así la ansiada estrella 16, la primera bajo el mando del entrenador Alberto Gamero.

#### Subtítulo de Copa Colombia 2023
Millonarios inició su camino como defensor del título de Copa Colombia enfrentando a Atlético Bucaramanga, venciéndolo en la ida de los octavos de final por marcador 3-0 con dos goles de Leonardo Castro y uno más de Beckham Castro. Luego de empatar 0-0 en el partido de vuelta sella su pase a los cuartos de final. En la siguiente fase se enfrentó a Alianza Petrolera, al cual venció en los dos partidos de la llave: 2-0 en la ida disputada en Bogotá con goles de Leonardo Castro y Édgar Guerra, y en la vuelta por marcador 1-2 con goles de Leonardo Castro y Juan Carvajal. En semifinales se enfrenta a Cúcuta Deportivo, lo vence en la ida por marcador 1-0, nuevamente con gol de Leonardo Castro, y en la vuelta empata a 1 gol. El tanto azul fue anotado por Daniel Ruiz.
La final de Copa daría una reedición a la final del Torneo Apertura 2023, enfrentando a Millonarios y Atlético Nacional, en esta ocasión dando por campeón a Atlético Nacional luego de empatar en el global 2-2, y vencer en la tanda de penales por marcador 5-4.

#### Superliga 2024
Millonarios, campeón del Torneo Apertura 2023, y Junior, campeón del Torneo Finalización 2023 se enfrentaron en el marco de la Superliga. Millonarios, al terminar en mejor posición en la tabla de reclasificación cerró en condición de local la definición de este título.
En el partido de ida Junior tomó ventaja con un gol de Carlos Bacca producto de un penal cometido por Yúber Quiñones. El partido de vuelta se jugó en el Estadio Nemesio Camacho El Campín el 24 de enero. Ante su gente, y en su estadio, Millonarios logró dar vuelta al resultado con los goles de su dupla ofensiva. El primer gol fue obra de Santiago Giordana al minuto 53, poniendo el empate en el marcador global, y al minuto 83 fue Leonardo Fabio Castro quien puso el 2-0 en el marcador y 2-1 en el global, otorgándole así a Millonarios la segunda Superliga de su historia, y el tercer título de la era Gamero.

## Participaciones en la Copa Libertadores de América
En la Copa Libertadores de América, Millonarios fue el primer club colombiano que tuvo el honor de clasificar a la competencia en 1960, y en su primera participación logró el paso a semifinales.
Ha participado 19 veces; logró cuatro clasificaciones consecutivas de 1962 a 1965; sus mejores actuaciones fueron tres semifinales, en 1960, 1973 y 1974. En 1976 quedó de nuevo a un paso de la semifinal y también fue el primer equipo colombiano en ganar por Copa Libertadores en Argentina, cuando venció a Quilmes en 1979 (Ya había sido el primero en ganar en 1951 a Racing Club y San Lorenzo, pero no en una competición oficial).
Entre los partidos más destacados del equipo en la justa continental se encuentran el triunfo 6-0 frente a Universidad de Chile en Santiago, en su primer partido en la Copa en 1960, siendo esta la mayor goleada de visitante en la historia de la competición. El primer triunfo de un club colombiano por Copa en Perú: cuando con gol de chilena venció a Alianza Lima en la capital peruana por 2-1, en 1964; el empate ante el Estudiantes de La Plata de Osvaldo Zubeldía, tricampeón de América y campeón del Mundo en 1968 (fue el primer punto colombiano contra un equipo argentino en el torneo y el único punto que perdió Estudiantes de local en esa Copa y en su camino al título intercontinental; la victoria sobre el Independiente de Avellaneda (Campeón de América y del mundo) en las semifinales de 1973; la goleada sobre Defensor Sporting en Montevideo, por 4-1 en la semifinal de 1974, que fue también el primer triunfo de un club colombiano en Uruguay y un sufrido triunfo sobre São Paulo FC en Bogotá con agónico gol de Willington Ortiz, que sin embargo no le alcanzó para llegar a la final por la posterior derrota en Brasil; la goleada al Guaraní de Paraguay, 5-1 en la edición de 1985; y, finalmente, la mayor goleada propinada a un equipo que posteriormente fue ganador de una misma edición de la Copa Libertadores; se trata del triunfo 6-1 que Millonarios le propinó al Nacional uruguayo en la edición de 1988) (Nacional no sólo ganó esa Copa Libertadores, sino que logró el título intercontinental ese mismo año).
En 1988, Arnoldo Iguarán se coronó como máximo goleador de esa edición, con cinco tantos, y fue el primer colombiano en conseguir ese reconocimiento (un año antes fue el máximo goleador de la Copa América 1987, el único jugador en haber conseguido ambas distinciones).
Entre los tragos amargos vividos por el club en la Copa Libertadores de América, sobresalen los hechos ocurridos en 1989 (ver sección Rivalidad con Atlético Nacional), los de 1964, año en el que Independiente de Avellaneda se rehusó a viajar a Bogotá para jugar el último partido de esa ronda, por el paso a la semifinal contra Millonarios. Al final no se otorgaron puntos y el partido nunca se jugó, y por diferencia de gol avanzaron los argentinos, que serían finalmente los campeones de esa edición de la copa. También en 1973 en el partido definitivo de la semifinal con San Lorenzo en Bogotá, el partido terminó 0-0, resultado que clasificó a Independiente de Avellaneda a la final de la Copa.
En total Millonarios ha participado 20 veces en la Copa Libertadores de América obteniendo los siguientes registros:
- 1960: Semifinal
- 1962: Primera ronda
- 1963: Primera ronda
- 1964: Primera ronda
- 1968: Primera ronda
- 1973: Semifinal
- 1974: Semifinal
- 1976: Primera ronda
- 1979: Primera ronda
- 1985: Primera ronda
- 1988: Primera ronda
- 1989: Cuartos de final
- 1995: Cuartos de final
- 1997: Octavos de final
- 2013: Fase de grupos
- 2017: Segunda fase de repechaje
- 2018: Fase de grupos
- 2022: Segunda fase de repechaje
- 2023: Tercera Fase de repechaje
- 2024: Fase de grupos

Millonarios no pudo participar en 1965 en la Copa Libertadores de América, porque continuaron los problemas entre Adefútbol, Fedebol y la Confederación Suramericana iniciados en 1964 y que se prolongaron hasta 1966 durante el llamado "cisma del fútbol colombiano", regresando los clubes colombianos a la competición continental recién para la edición de 1967.

## Tabla Histórica
Millonarios ocupa el Primer lugar de la Tabla Histórica de Puntos del Fútbol Profesional Colombiano de todos los tiempos, publicada al finalizar el año 2008, con 3.550 puntos, 46 puntos más que el segundo Deportivo Cali que suma 3.504. Esta tabla da de a 2 puntos por victoria hasta 1994 y de a 3 puntos por victoria a partir de 1995, e incluye todos los Campeonatos del Fútbol Profesional Colombiano disputados a partir de su primera edición en 1948.
Otra tabla anterior, que hace el acumulado hasta el año 2000, y otorga de a 2 puntos por victoria durante todos los campeonatos, muestra que Millonarios también ocupa el Primer lugar con 3019 puntos, 229 puntos más que el segundo que también es el Deportivo Cali con 2790. Lo que infiere que si se otorgan la misma cantidad de puntos por victoria en todos los torneos, la ventaja de Millonarios en el primer lugar es mayor.

## Narcotráfico, crisis deportiva, administrativa y situación actual
En 2010, Millonarios vivió la crisis más profunda de su historia, en medio de la mayor sequía de títulos. Su último campeonato de liga databa de 1988. En 1989, cuando se encaminaba a su estrella 14.ª, el campeonato fue suspendido a raíz de los hechos de violencia provocados por el Cartel de Medellín, que con el asesinato del árbitro Álvaro Ortega, llenó de terror al fútbol colombiano. En ese año, Millonarios era al lado del Junior, los únicos dos equipos clasificados para el Cuadrangular Final que definiría el campeón, y además llegaba con bonificación y marchaba primero de la reclasificación. A partir de allí y al terminarse el ingreso de dineros del narcotráfico al club, las finanzas de la institución quedaron destruidas al iniciar los años 1990, situación de la que no se ha podido recuperar.
De hecho la institución entró a hacer parte de la Ley 550 (antigua ley de concordato o de quiebras) para recibir mayores plazos a las deudas contractuales con acreedores y empleados, en la cual estaba desde el 27 de agosto de 2004.
Todo comenzó cuando finalizando 1979 el equipo sufre la primera crisis económica grande de su historia que lo obliga a vender a sus dos mejores jugadores, Willington Ortiz y Juan José Irigoyen, para poder sobrevivir las dos siguientes temporadas, esto sumado a las ganancias de la gira por Europa en 1981, la familia Pulido, siempre vinculada al club, al igual que los Klein, a los que suceden en el mando, toma el manejo de la institución durante estos 2 años logrando mantener relativamente a flote la situación deportiva y económica aunque con algunas dificultades.
Luego de la pésima campaña de la primera parte de 1982, se vincula el reconocido empresario Francisco Ruge y su grupo de asociados que contratan a José Omar Pastoriza y varias figuras del fútbol argentino y restablecen la situación económica. Sin embargo para mediados de 1983 se desvinculan de la institución.
Entonces llega al club a finales de 1983, el ganadero vallecaucano, Edmer Tamayo Marín y un grupo de nuevos accionistas que lo acompañan (entre ellos German Gómez y Guillermo Gómez Melgarejo).
Con la enfermedad de Edmer Tamayo a finales de 1985 y su alejamiento del club y luego su posterior muerte el 17 de febrero de 1986, el grupo de accionistas liderado por Guillermo Gómez Melgarejo y German Gómez, este último asumiría como presidente del club, y sugeriría y permitiría la llegada al club de dineros del narcotráfico para la contratación y pago de las nóminas de jugadores.
Al club entraron los dineros de Gonzalo Rodríguez Gacha, alias El Mexicano, y quien fue abatido por las autoridades en 1989, yendo a parar sus acciones en el club, en manos de los herederos del narcotraficante y provocando una compleja situación accionaria en la institución, en la cual también empezaron a tomar partido las autoridades, mientras que los herederos de Gacha (y posteriormente de Gómez Melgarejo, también muerto en 1992), empezaron a nombrar sucesivamente administradores, que los representaban en las juntas directivas del club (y algunos de ellos pasaron a ser nuevos accionistas del equipo), todo bajo la fuerte mirada y las investigaciones del gobierno nacional.
En la década de 1990 el equipo sufre duras crisis económicas durante el periodo de Francisco Feoli (1990-1995) y con la promulgación de una nueva ley, sufre en 1997, una demanda por extinción de dominio de las acciones de los herederos de Rodríguez Gacha, algo que se concretaría en 1999 al pasar el 27.9% de las acciones del club a la DNE (Dirección Nacional de Estupefacientes), por lo cual el equipo quedó totalmente saneado de los vínculos con el narcotráfico.
En 1996 llegó al club un empresario e industrial llamado José María León. Bajo la conducción del director técnico Miguel Augusto Prince y del volante Ricardo Lunari obtuvo el subcampeonato de ese año y la clasificación nuevamente a la Copa Libertadores.
León contrató técnicos entre los que se destacan Diego Umaña y Francisco Maturana y todos los jugadores experimentados habidos y por haber, pero la institución no pudo obtener ningún título. Durante estos años, grupos directivos liderados por antiguos presidentes como Alfonso Senior Quevedo (hasta su fallecimiento en 2004) y Roberto Valencia Torres, intentaron regresar al club (de donde fueron saliendo con la llegada del narcotráfico), pero nunca fueron escuchados por las directivas.
Los malos manejos administrativos y deportivos durante los periodos de Feoli, León y luego Jorge Franco Pineda (que asume en 1999 y hasta 2002) llega a los peores extremos, alcanzando un punto crítico en el 2002 cuando la deuda llega los 4.000 millones de pesos.
Luego cuando parecía que con los grandes ingresos del 2003 se había superado la crisis, esta estalla aún peor a mediados de 2004, perdiendo 4.615 millones de pesos y debiendo acogerse a la ley de reestructuración económica., sufriendo la intervención del gobierno y jugando con un equipo juvenil.
La deuda durante las presidencias de Santiago Rendón (2002-2003) y Guillermo Santos (2003-2004) alcanza los 12.000 millones, en parte por reconocer deudas que las administraciones pasadas no habían aceptado.
El actual presidente, Juan Carlos López, asume en 2004 como presidente e intercede ante el gobierno para poder pagar sus deudas en un plazo de 17 años con el ingreso a la mencionada ley 550, y el club por fin parece encontrar la salida a este oscuro laberinto.
En febrero de 2006, el Tribunal Superior de Bogotá liberó los derechos del Lote de Fontanar (sede deportiva del club), en un 70% pertenecientes al equipo, para ser puesto a la venta. El fin de este pleito jurídico con el estado hizo que la venta del inmueble sirviera para subsanar en gran parte las obligaciones del club contempladas en el acuerdo con los acreedores y la Ley 550. Entre otras están la deuda con los trabajadores, la seguridad social y una parte de la deuda a la DIAN. Además de la señalada venta, el gobierno de Colombia, concederá en comodato una nueva sede para el equipo, también en el norte de Bogotá.
No obstante, el proceso de venta fue suspendido en mayo de 2006 por orden directa de la Dirección Nacional de Estupefacientes ante irregularidades en el proceso de venta.
El 28 de diciembre de 2007 gracias a las gestiones realizadas por la Dirección Nacional de Estupefacientes, máximo accionista del club, en representación del Gobierno Nacional y el Comité Ejecutivo del Club, el 4 de enero de 2008 Millonarios cumplió con el pago de $4.200 millones de pesos a 180 acreedores laborales, pensionales y empresas prestadoras de seguridad social. Además Millonarios realizó un importante abono a la deuda adquirida con la DIAN. Millonarios canceló los dineros destinados al pago de estas obligaciones para cumplir los acuerdos de la ley 550.
Existía una advertencia que señalaba que para el 2 de junio de 2009, el club debía pagar cerca de 1.500 millones de pesos a la Dirección de Impuestos y Aduanas Nacionales (DIAN), y de no hacerlo, Millonarios no podrá demostrar su viabilidad financiera y no podrá realizar nuevas contrataciones. Luego de pasada la fecha, no ha habido hasta hoy, ninguna comunicación al respecto.
El 13 de marzo de 2007, Juan Carlos López fue reelegido para un nuevo periodo de 4 años, aunque su balance causó polémica por la supuesta falta de veracidad de las cifras. De esta fecha en adelante, se presentaron varias denuncias y artículos de prensa que mencionaban que el pasivo del club se había duplicado en vez de disminuir desde la llegada de López a la presidencia, y finalmente según en un balance del club en el 2009, se aceptó que el club tiene un pasivo de más de 30.000 millones de pesos y que nuevamente se atraviesa una gravísima situación económica, la cual pretenden controlar con un proyecto que convertiría al club en una sociedad anónima, y que permitiría que se le inyecte dinero al equipo. En contra parte, accionistas opositores de la actual directiva, están solicitando la liquidación del club, alegando que la situación actual es insostenible. Por último, opositores no accionistas se han organizado en un grupo llamado Unidos por Millonarios, al mando del señor Ricardo Galán, que han propuesto la renuncia parcial o total de la actual Junta Directiva, la venta de acciones de los propietarios mayoritarios de la Corporación y la conversión de la entidad en una sociedad anónima deportiva, en un proceso de saneamiento administrativo similar al que fue llevado a cabo en el equipo Colo-Colo de Chile por la empresa Blanco y Negro S. A.
Para el 2010, la situación administrativa y deportiva del equipo degeneró al punto de que la Dirección Nacional de Estupefacientes, accionista mayoritaria representante del gobierno colombiano, y otra aliada de la Junta Directiva, ha pasado al bando opositor tras protestas multitudinarias de hinchas y seguidores del equipo y ante el riesgo de que la posible liquidación inicie una investigación penal a los responsables por detrimento patrimonial del Estado. Así, en la última Asamblea General Ordinaria, celebrada a finales de marzo, la DNE voto en contra del nuevo balance financiero presentado durante la misma, lo que no impidió que fuera aprobado por estrecho margen. y exigió la renuncia de 3 directivos, entre ellos la del Presidente, esgrimiendo un presunto acuerdo entre las partes. La respuesta directiva fue convocar a una nueva Asamblea, de carácter extraordinario, en las dos semanas siguientes para tratar ese tema. Un efecto de esa decisión fue que el señor José Roberto Arango, funcionario estatal conocido por haber salvado de la liquidación a empresas como Coltejer y Acerías Paz del Río y que fue llamado por la DNE para participar en el saneamiento del equipo, decidiera apartarse de dicho proceso alegando el incumplimiento del acuerdo entre el organismo estatal y las directivas azules, por parte de estos últimos.
Finalmente, los problemas administrativos siguieron reflejándose en la parte deportiva y, para el momento de la celebración de la Asamblea Ordinaria, el equipo se encontraba a 10 puntos de las posiciones de descenso a la Primera B del fútbol nacional, a la vez que se espera la Asamblea Extraordinaria para, de acuerdo con los resultados de esta, se decidía iniciar o no con el proceso de liquidación, a pesar del deseo de la DNE de no forzarla.
Finalmente, dicho proceso no se llevó a cabo, y el equipo más laureado de Colombia pudo salir adelante de la mano de Jose Roberto Arango, a través de la creación de una sociedad anónima, Azul y Blanco S.A. 
A partir de ese momento, Azul y Blanco S.A. comienza a captar socios capitalistas, los cuales aportan un capital que es utilizado para comprarle a la antigua corporación, Club Deportivo Los Millonarios, los activos más significativos de este (la marca "Millonarios", su ficha en Dimayor y los pases de los jugadores). Posteriormente, para consolidar el proceso de constitución de la sociedad anónima, se realizó un proceso de captación de socios, el cual concluyó exitosamente con más de 4000 socios para la nueva sociedad.
El 20 de abril de 2011 se lleva a cabo la primera asamblea ordinaria de la nueva sociedad, y nace Azul y Blanco S.A. - Millonarios Fútbol Club, una sociedad anónima emisora de valores, organización que salvó el legado azul. Tras la creación de Millonarios Fútbol Club, el equipo terminó 10 años sin título alguno con la consecución de la Copa Colombia 2011, y finalizó su racha de 24 años sin obtener una liga colombiana en 2012, con la obtención de su 14 estrella en el torneo Finalización de este año.
En el 2012, el presidente de Millonarios Fútbol Club, Felipe Gaitán, reconoció la influencia del narcotráfico en Millonarios durante la tenencia por parte de narcotraficantes por lo que la institución deportiva estaba analizando devolver los títulos de campeón del fútbol colombiano, obtenidos en los campeonatos de 1987 y 1988, debido a la influencia criminal, antiética, negativa y antideportiva del narco Rodríguez Gacha. La idea de devolver los títulos fue rechazada por algunos miembros del club.